# 나폴레옹 보나파르트
나폴레옹 보나파르트(프랑스어: Napoléon Bonaparte, 코르시카어: Napoleone di Buonaparte, 이탈리아어: Napoleone Bonaparte, 독일어: Napoleon Bonaparte, 문화어: 나뽈레옹 보나빠르뜨, 1769년 8월 15일 ~ 1821년 5월 5일)는 프랑스 제1공화국의 군인이자 1804년부터 1814년, 1815년까지 프랑스 제1제국의 황제였다. 흔히 나폴레옹(프랑스어: Napoléon, 문화어: 나뽈레옹)으로 불린다.
코르시카 섬의 하급 귀족 가문 출신의 군인으로, 프랑스 혁명 시기에 벌어진 전쟁에서 큰공을 세우며 국민적 영웅이 되었고, 쿠데타를 통해 제1통령이 된후 종신통령을 거쳐서 황제에 즉위했다. 그가 남긴 나폴레옹 법전은 전 세계의 민법에 많은 영향을 미쳤다. 또한 그는 군사적으로 현대전에까지 영향을 끼쳤고(클라우제비츠, 투하체프스키, 슐리펜 계획) 전술과 전략, 훈련, 조직, 군수, 의복과 포상 제도를 발전시켰다. 그의 프랑스 육군은 효율적으로 조직된 군대로 평가된다.
나폴레옹은 파리 육군사관학교에 재학중에 육군 포병 소위로 임관하였다. 프랑스 제1공화국 시절인 1793년에 툴롱 포위전에 참여하여 승리를 이끈후 준장으로 진급하여 24살에 장군이 되었다. 1796년에는 이탈리아 원정에서 대성공을 거두는 등 제1차 대프랑스 동맹 전쟁에서 강력한 반 프랑스 동맹군을 상대로 연승하면서 군인으로서 승승장구하였다.
19세기의 첫 10년 동안 나폴레옹이 이끄는 프랑스는 나폴레옹 전쟁을 주도하였다. 유럽의 강대국들을 상대로 많은 승리를 거두었으며 이를 통해 프랑스가 유럽의 패권국가 자리에 오르게 만들었다. 이후 나폴레옹은 유럽의 각국들을 분할하고 서로 견제하게 만들었고, 자신의 측근들과 친척들을 유럽 다른 나라들을 통치하게 해 프랑스의 위상을 유지했다.
나폴레옹의 몰락은 대륙봉쇄령(1806년)으로부터 시작되었다. 대륙봉쇄령으로 인해 야기된 물자부족과 생필품 부족은 유럽 민중들을 고통스럽게 하여 반나폴레옹 감정을 고조시켰다. 봉쇄령 위반을 응징하기 위해 시작한 이베리아 반도 점령 실패와 러시아 원정(1812년) 실패로 인해 프랑스 육군은 회복하기 어려울 정도의 큰 손실을 입었다.
1813년에 라이프치히 전투에서 패배한후 대프랑스 동맹군이 1814년에 파리에 입성하였고, 나폴레옹은 실각하여 엘바섬으로 유배되었다. 그러나 1815년 2월 나폴레옹은 엘바섬을 떠났다.프랑스로 가면서 대규모 군중이 그를 열렬히 환영했으며 도중에 많은 병사가 합류했다.나폴레옹은 기념일을 존중하는 습관이 있었기에 3월 20일(나폴레옹 2세의 네 번째 생일이었다.)파리에 입성하길 원했고 당연하게도 그날 저녁 프랑스 황제로써 다시 튈르리궁에 들어갔다. 같은 해 6월에 워털루 전투에서 패배하면서 완전히 몰락하였다. 이후 나폴레옹은 삶의 마지막 6년을 남대서양 외딴섬인 세인트 헬레나섬에서 보냈다.

## 어린 시절

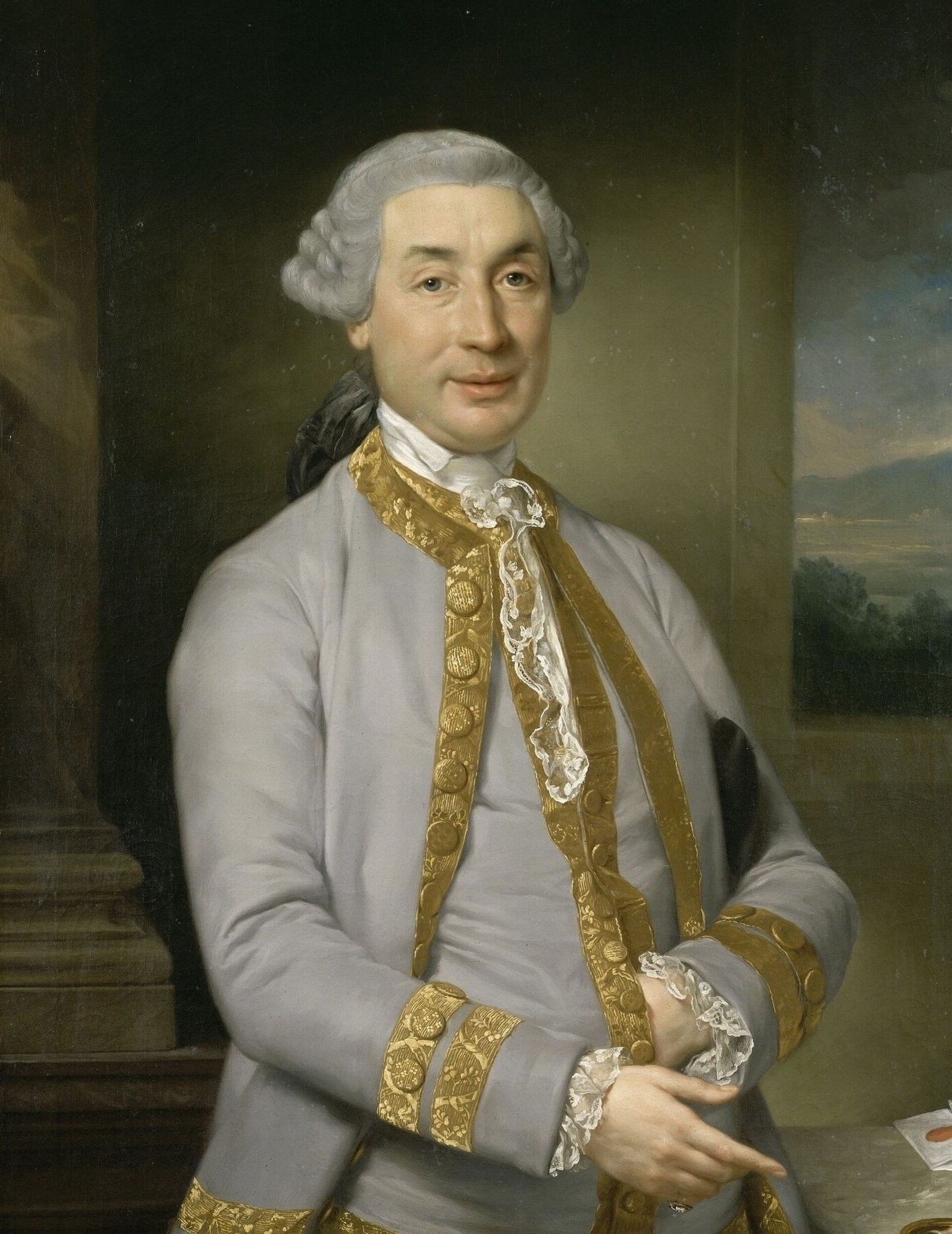
나폴레옹의 아버지 카를로

나폴레옹은 1769년 8월 15일, 이탈리아 서쪽의 코르시카 섬의 아작시오에서 8명의 자녀 중 둘째 아들로 태어났다. 나폴레옹의 출생시 이름은 나브리오네 디 부오나파르테(이탈리아어: Nabulione di Buonaparte)였다. 이름을 나브리오네로 지은 것은 요절한 장남인 나브리오네에서 따온 것이다. 그의 가문은 본래 이탈리아 토스카나 지역의 하급 귀족 가문으로 16세기에 코르시카로 이주했다. 아버지는 변호사이며 귀족회의 의원인 카를로 마리아 디 부오나파르테(프랑스식 이름은 샤를 마리 보나파르트Charles Marie Bonaparte)였으며, 어머니는 마리아 레티치아 라몰리노였다. 보나파르트 가문은 조상대대로 법조인을 많이 배출한 법률가 가문으로 나폴레옹의 아버지도 피사 대학에서 법률을 공부했다. 어머니의 출신 가문은 전통적으로 군인 집안이었다.
나폴레옹이 태어날 당시 코르시카 섬는 격변기속에 매우 혼란스러웠다. 제노바의 지배로부터 벗어나려는 코르시카인들의 오랜 독립투쟁이 있었고 1755년 독립운동가 파올리가 섬의 대부분을 점령한후 코르시카 공화국을 선포하면서 빛을 발하는 듯 했다. 이들을 진압할 능력이 없었던 제노바는 1768년에 베르사유 조약을 통해 프랑스에게 통치권을 양도하였다.
통치권 행사를 위해 프랑스가 코스시카를 침공하자 파올리의 지휘아래 코르시카인들은 무력으로 저항하였으나 1769년 5월 퐁트노보 전투에서 결정적으로 패배하면서 전세가 기울고 말았다. 파올리는 프랑스가 제시한 항복조건을 수용한후 영국으로 망명하였고 독립투쟁에 참여하였던 나폴레옹의 아버지 카를로는 임신 6개월 째인 아내를 두고 파울리를 따라 갈 수 없었던 것으로 보인다. 이때 아내의 배 속에 있던 아이가 바로 나폴레옹이었다.
새로운 총독이 프랑스에서 부임하고 치안과 질서를 유지하기 위해 프랑스 군인들이 마을에 상주하여 어수선한 8월 여름에 나폴레옹이 태어났다. 아버지 카를로는 프랑스측으로 전향하였으며 1771년 9월 13일 보나파르트 가문은 프랑스 당국으로부터 귀족에 봉한다는 특허장을 받고 귀족 자격을 얻었다.
어머니 레티치아의 증언에 따르면 나폴레옹은 아주 어릴 적부터 병적인 거짓말쟁이의 징후가 보였다고 한다. 레티치아는 군인집안 출신답게 남성적인 성격에 원칙을 중시하고 규율에 엄격했기에 이런 나폴레옹에게 가차없이 매질을 하고 자주 꾸짖었다고 한다.
7살 쯤에 예수회 학교에 입학하여 기본적인 읽고 쓰기, 셈법, 라틴어, 고대사를 배웠다. 9살 되던 해인 1778년 12월에 형 조제프와 함께 아버지 손에 이끌려 프랑스로 건너가서 오탱에 있는 수도원 부속 종교학교에 입학하였다.

## 군사 학교 시절
오탱 종교학교에서 4개월간 프랑스어를 배운 후 형 조제프와 이별하고 1779년 5월에 브리엔 군사학교에 입학했다. 브리엔 군사학교는 가난한 귀족 자제들에게 무상 교육을 제공하는 곳으로 입학경쟁율이 높았지만, 당시 코르시카의 총독이었던 마르뵈프 백작의 특별한 도움으로 입학할 수 있었다. 1784년 10월에 파리 육군사관학교에 입학했다.
나폴레옹은 4년 교육과정인 파리 육군사관 학교를 11개월만에 조기졸업하였다. 1785년 2월 24일 아버지 카를로가 위암으로 사망하여 수입이 끊기자 어머니는 생활고에 시달렸다. 나폴레옹은 고향에 있는 가족들의 생계를 책임지고자 일찍 직업군인이 되기로 결심하고 포병장교 임용시험을 준비한다. 통상 시험준비를 2년정도는 하는 편인데 나폴레옹은 7개월 가량 준비한 끝에 1785년 9월 총 합격자 58명 중 42등으로 시험에 합격했다.

## 군인 시절

### 초임 장교시절
1785년 9월, 16세의 나이에 소위로 임관한 나폴레옹은 10월 28일 파리 육군사관학교를 떠나 같은 해 11월 3일 발랑스에 주둔하고 있던 라페르 연대에 포병장교로 부임했다. 마송 도트브리브 대위의 포격 중대에 배치된 후 포병대 수습장교로서 10주간 기본훈련을 받았다. 훈련을 이수한 후 주어진 임무는 그다지 번거롭지 않았다. 병사관리, 수학, 포대 진지 구축, 화학, 물리학 강의를 듣는 것이었다. 군복무는 시간적으로 여유가 있었기 때문에 독서를 많이 했는데 주로 역사, 철학, 포병기술에 관한 책들을 많이 보았다. 퇴근후에는 소설을 습작하기도 했고 휴가를 받아 집을 떠나온 지 8년 만에 고향에 다녀오기도 했다. 1788년에는 라페르 연대가 오손으로 주둔지를 옮기자 그곳에서 근무를 하였다. 급여의 대부분은 고향집에 송금하였기 때문에 경제적으로는 궁핍하여 허름한 하숙집에서 생활하는 등 여유가 없는 편이었다. 그의 초임 장교시절에는 두각을 나타내거나 뛰어나지는 못했다.

### 프랑스 혁명

코르시카 의용대 부사령관 시절(23살)

1789년 7월 혁명이 발발하자 오손(Autun)에도 혼란스러운 일들이 벌어졌다. 민란이 일어나 과세 대장을 불태우고 총괄징세청부업자의 사무실이 파괴되기도 했다. 8월에는 혁명 주도세력인 제헌의회에 의해 봉건제가 폐지되고 인권선언이 발표되었다. 자유와 평등을 비롯한 혁명사상이 널리 퍼지며 군대 내부 분위기도 어수선해졌다. 바로 수습되기는 했으나 군기가 문란해져서 사병들이 장교를 농락하는 일도 벌어졌다.
나폴레옹은 휴가를 얻어 9월말에 귀향하였고 사면받은 후 돌아온 파올리와 함께 혁명으로 어수선해진 코르시카를 안정시키고자 노력했다. 피사대학교에서 법률 공부를 마치고 돌아와 있던 형 조제프를 지방의회 의원으로 당선시켰고 자신은 의용대의 부사령관이 되었다. 혁명정부는 부족한 병력보강을 위해 지방의회의 의용군 모집과 현역장교가 의용군 지휘관으로 활동하는 이중군적을 허용했기에 나폴레옹의 활동에는 문제가 없었다.
그러나 정작 문제가 된 것은 파올리가 나폴레옹을 탐탁히 않게 생각했다는 점이다. 나폴레옹의 지나친 아첨 그리고 과거 그의 부친이 프랑스 측으로 변절한 일로 인해 보나파르트 가문의 일원들을 기회주의 집단으로 판단했다. 점차 둘 사이가 벌어지더니 1793년 1월에 루이 16세가 처형된 후 완전히 갈라서고 말았다. 파올리는 극단적으로 흐르는 혁명을 비난하며 혐오감을 드러냈다. 입헌군주제를 지지하던 파올리는 코르시카의 독립을 고려하고 있었다. 나폴레옹은 국왕이 백성을 버리고 도주하였던 바렌사건과 혁명전쟁중 외국 군대를 끌어들여 자국민에게 위해를 가하려 했던 사건들을 보며 혁명(자코뱅주의)을 지지했다.
양측의 갈등은 프랑스 혁명정부가 추진한 사르데냐 원정에 나폴레옹이 참여하자 파올리가 교묘하게 방해하여 실패하면서부터 노골적으로 드러났다. 원정에 성공할 경우에 코르시카의 권력의 중심은 프랑스 혁명정부가 파견한 군대와 나폴레옹에게 넘어갈 것이기 때문이었다. 혁명정부는 파올리를 의심하기 시작했고 파리로 출두하라는 소환장을 보냈으나 파올리는 응하지 않았다. 나폴레옹과 파올리 간에 알력은 내전 일보 직전까지 갔으나 파올리가 주민들의 두터운 지지를 바탕으로 권력을 장악하고 있었으므로 나폴레옹을 비롯한 반-파올리파는 절대적으로 불리했다. 1793년 5월, 파올리 측은 신속히 움직여 나폴레옹을 구금하고 집과 농장을 약탈했다. 다행히 나폴레옹은 친구들의 도움을 받아 어머니를 비롯한 가족들과 함께 코르시카를 탈출하는 데 성공한다.
무일푼 피난민이 되어 툴롱항에 도착했을 때의 프랑스는 집권한 자코뱅파의 로베스피에르가 주도하는 공포정치가 절정에 달해있었다. 보나파르트 가족은 귀족가문이었기에 위험할 수 있었으나 나폴레옹의 남동생 뤼시앵이 자코뱅 클럽의 주요 일원이었기에 무탈할 수 있었다. 그러나 자코뱅에 반발한 왕당파들이 전국에서 반란을 일으켰고 툴롱도 왕당파가 장악하자 툴롱의 자코뱅파는 툴롱을 탈출하였다. 뤼시앵과 나폴레옹 가족들도 툴롱을 떠나 마르세유로 거처를 옮겼다. 나폴레옹은 니스에 있는 정규군에 복귀를 하여 가족의 생계를 책임졌으나, 가족들은 무료급식소를 이용하는 등 궁핍한 생활을 이어갔다.

### 툴롱 포위전
루이 16세의 처형을 계기로 1793년에 대불동맹 전쟁이 발발했다. 유럽의 군주들은 국왕이 없어도 국가통치가 가능하다는 '불온한' 혁명사상인 민주주의 사상이 자국민들에게 전파되는 것을 차단하고자 했다. 그러기 위해서는 프랑스 혁명정부를 무력으로 굴복시켜야 했다. 이에 발맞추듯 왕당파가 전국에서 반란을 일으키자 혁명정부는 내우외환에 위기에 처한다. 프랑스 해군의 주요기지가 있는 툴롱을 장악한 왕당파는 반란 진압에 나선 혁명정부의 진압군에 대항하기 위해서 8월 27일에 대불동맹인 영국과 스페인 해군을 끌어들여 혁명정부를 위협했다.
툴롱항은 프랑스 해군의 중요 해군기지이며 지중해를 통제하는 데 핵심적인 요충지였기 때문에 혁명정부는 매우 곤혹스러웠다. 1793년 9월, 정부군이 툴롱 탈환을 위해 투입되었으나 무능한 장군들로 인해 고전하였다. 대위시절 포병대 지휘관으로 참전한 나폴레옹이 전략상 최고의 요지이자 전투의 승패를 가를 수 있는 레기에트와 발라기에 요새 점령작전을 건의했으나 받아들여지지 않았다.
사령관이 두 차례나 바뀌면서 지리한 공방전만 3개월간 이어지다가 12월이 되어서야 나폴레옹의 작전에 대한 승인이 떨어졌다. 48시간 동안 포격을 퍼붓고 나서 이어진 백병전 끝에 프랑스 군이 12월 18일 새벽에 레기에트와 발라기에 요새를 탈환하자 영국과 스페인 군은 황급히 철수하였다. 두 곳의 요새는 툴롱 내항과 외항을 차단하는 위치에 있었고, 외부로부터 보급을 끊고 내항에 있는 적을 고립시킬수 있는 곳이었다. 나폴레옹은 백병전 중에 허벅지 부상을 입기는 했으나 군인으로서 최초로 무훈을 세웠다. 툴롱 포위전 승리의 공적을 인정받은 그는 중령을 거쳐 준장으로 진급하여 24세에 장군이 되었다. 이는 3개월 만에 이루어진 고속 진급으로, 당시는 혁명을 반대한 귀족출신 장교들의 집단망명으로 유능한 지휘관이 절대적으로 부족했던 시절이라 가능한 일이기도 했다.
임관이래 나폴레옹은 4년간 내륙지역에서만 근무했기 때문에 항구와 해안지형에 대해서 잘 알지 못했다. 그러나 고향 코르시카에서 4년간 활동하며 항구주변과 요새를 면밀히 연구했고, 이에 대한 보고서를 국민공회에 제출하기도 했다. 포병장교의 관점에서 주요 전략 요충지에 대한 파악, 상륙전이나 방어전에서 중요한 지형에 포병대 배치와 이용에 대한 관심과 노력의 경험은 툴롱항 포위전에서 그 실력을 유감없이 발휘하게 만들었다. 운도 따랐다. 고향 아작시오와 툴롱의 지형이 놀랍도록 유사했던 것이다.

### 왕당파 폭동 진압

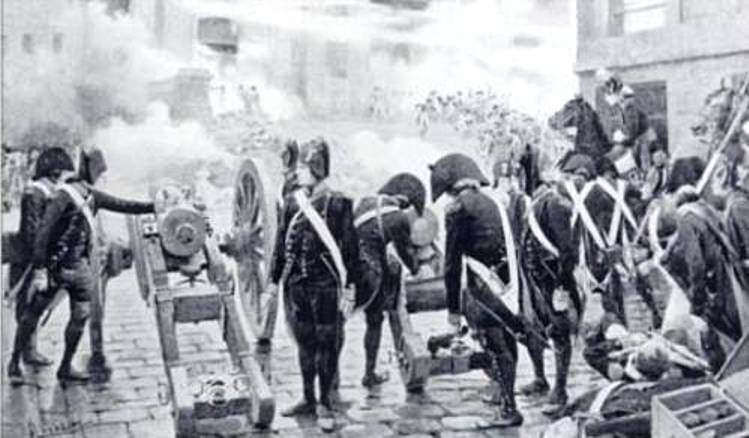
왕당파의 폭동을 진압하는 정부군

무능한 지롱드파를 숙청하고 집권한 자코뱅파는 공포정치를 실시하였다. 자코뱅파의 수장이라 할 수 있는 로베스피에르는 혼란한 국내외 시국 해결과 혁명 성과 보호를 구실 삼아 반혁명세력을 비롯하여 온건파와 반대파를 단두대로 보내며 독재를 통해 혁명정부를 이끌었다. 이로 인해 1년여동안 파리에서만 30만명이 체포되고 약 15,000명이 처형당했다. 《프레리알 22일 법》을 제정하여 공포정치를 강화하자 그 가혹함에 불만을 품은 반대파들이 1794년 7월 27일 테르미도르의 반동 사건을 일으켜 로베스피에르 일당을 처형하였다.
나폴레옹은 로베스피에르의 동생인 오귀스탱과 친분이 있다는 이유와 몇몇 모함을 받아 8월에 투옥되었다. 우여곡절 끝에 곧 석방되었으나 좌천성 발령에 항의하다가 무보직 상태로 파리에서 궁핍한 생활을 이어나갔다. 1795년 10월 5일 파리에서 폭동이 일어나자 좋은 기회가 찾아왔다. 집권한 테르미도르파가 《3분의 2법》을 의결하자 의원선거에서 절대적으로 불리하게 된 왕당파가 무장봉기했는데, 바라스 백작의 요청으로 폭동진압의 책임을 맡게 된 것이다. 나폴레옹은 무장한 2만명의 폭도들을 향해 산탄이 장전된 대포를 쏘는 전법으로 신속하게 폭동을 진압하였다. 이일로 총재정부에 인정을 받게 되어 정보부와 파리의 치안을 담당하는 사령관으로 임명되었다.

### 이탈리아 원정

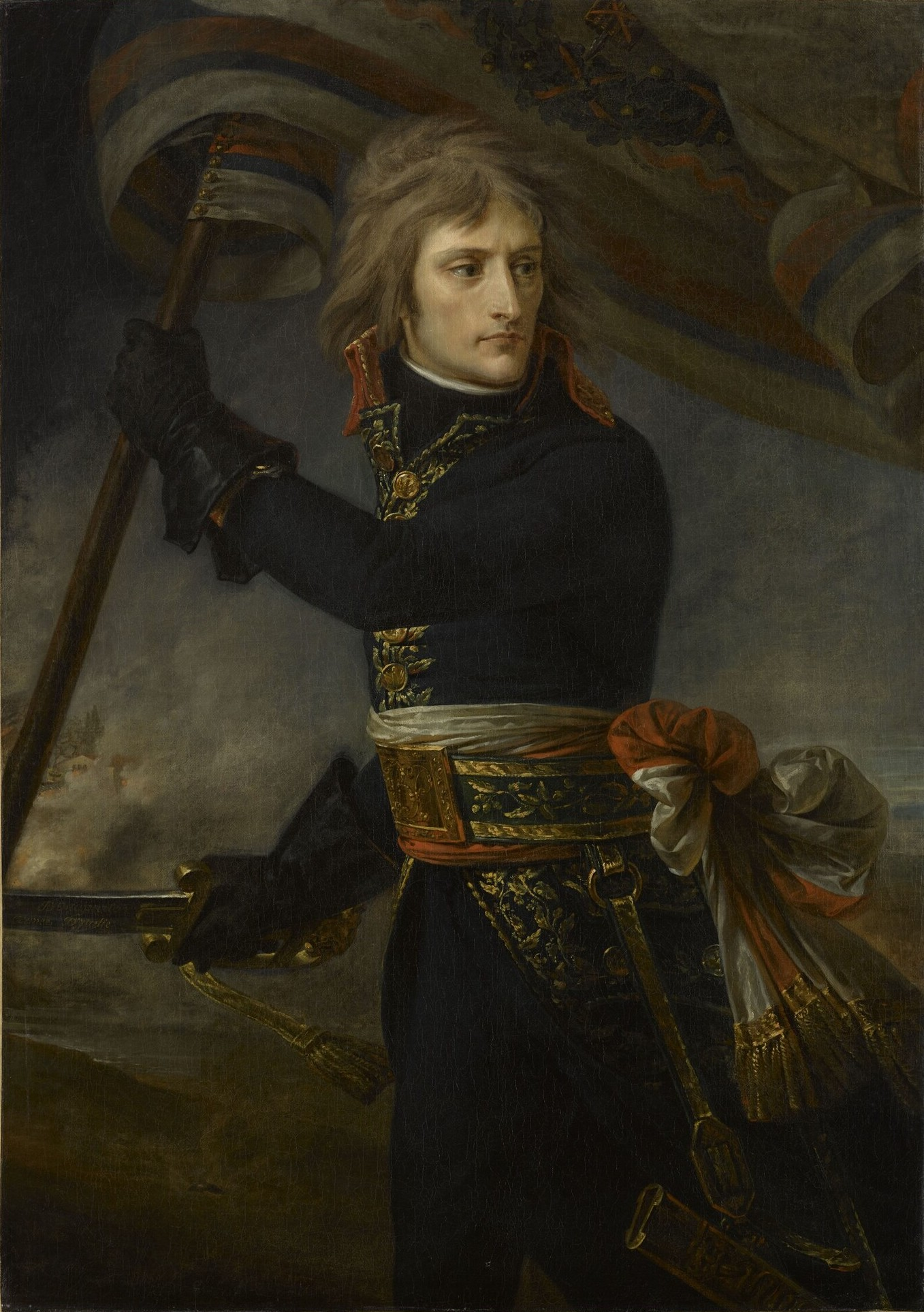
아르콜의 다리에 선 나폴레옹.

1796년, 바라스에 의해 이탈리아 원정군 사령관으로 발탁된다. 이 이탈리아 원정을 20년 동안 펼쳐진 나폴레옹 전쟁의 서막이라고 보는 견해도 있다. 이때 나폴레옹의 나이는 27세였다. 당시 프랑스는 혁명 이후 혁명파와 반혁명파간의 이념 대립 등의 혼란 상태가 지속되어 외세의 침입을 자주 받았다. 이에 1796년 군사적 재능을 인정받은 나폴레옹은 이탈리아 방면에서 오스트리아군을 물리치는 부대의 지휘관이 되었다.
나폴레옹은 이탈리아에 주둔한 오스트리아군과 싸우기 위해 눈보라가 몰아치는 알프스산맥을 넘으려 하였다. 몇 달에 걸쳐 산맥을 돌아서 넘은 그는 곧바로 이탈리아를 제압한 후, 1797년에는 오스트리아의 수도 빈을 점령하였다. 오스트리아는 프랑스에 굴복하고 캄포포르지오 조약을 체결하여 벨기에와 이탈리아의 북부 지방인 롬바르디아를 프랑스에게 넘겨주었다. 이러한 군사적인 업적으로 나폴레옹의 인기는 프랑스 내에서 높아져 갔지만, 이탈리아에서는 프랑스제 성냥을 쓰지 않을 정도로 프랑스에 대한 반감을 갖게 되었다.

### 이집트 원정

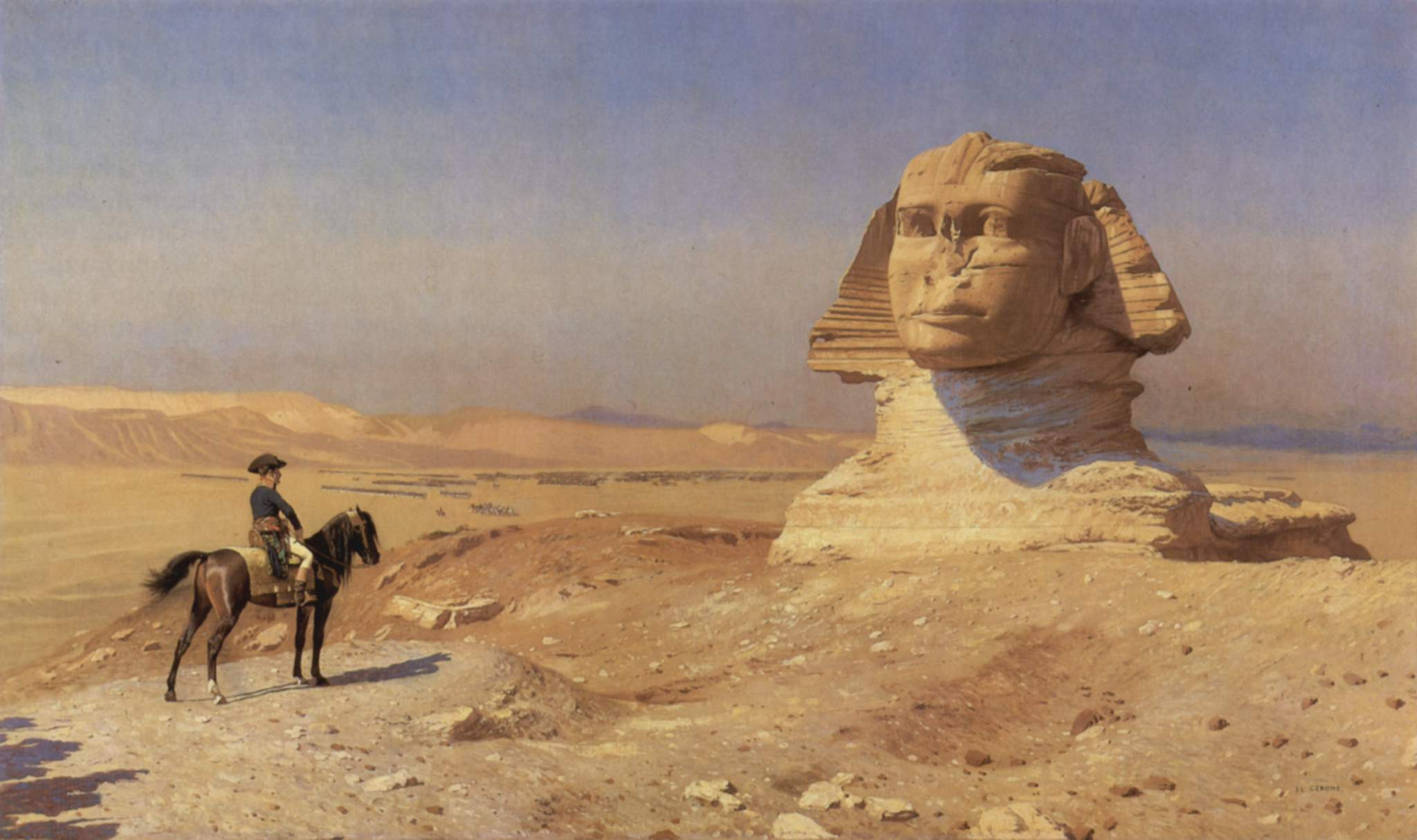
스핑크스 앞에 선 나폴레옹

혁명 정부(총재 정부, 5명의 총재가 통치하고 있던 기간)는 나폴레옹의 인기가 너무 높아지자 견제하기 시작하였다. 그를 프랑스 국민들로부터 떨어뜨려 놓기 위해 이집트로 파병 명령을 내렸다. 명목은 영국과 인도를 잇는 길을 차단함으로써 영국의 인도 지배를 방해하고 그 세력을 약화시킨다는 것이었다. 1798년 5월 나폴레옹은 5만여 명의 병력을 이끌고 이집트의 알렉산드리아 항에 상륙한 후, 지역의 호족들을 쳐부수고 카이로에 입성하여 피라미드 전투를 승리로 이끌었다.
이때 나폴레옹이 대동한 180명가량의 학자들은 이집트의 고대 유적을 비롯하여 이집트에 서식하고 있는 동식물, 고대 이집트의 역사나 풍속 등을 조사하였다. 이때 발견된 로제타석이 결국 고대 이집트 문명을 밝히는 데 결정적인 역할을 하였다. 비문해석은 1822년에 프랑스의 언어학자 샹폴리옹에 의해 완벽하게 해석되었다. 이 비석은 영국군에 의해 1802년에 대영 박물관으로 옮겨져 전시되어있다.

## 브뤼메르 쿠데타

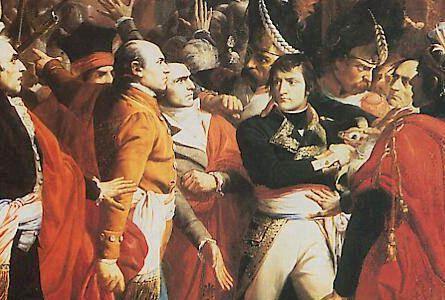
쿠데타를 지휘하는 나폴레옹.

나폴레옹이 이집트 원정에 나간 동안 프랑스는 국제적으로 사면초가에 빠져 있었다. 영국과 오스트리아가 다시 동맹을 맺고 프랑스의 왕정복고를 명분으로 프랑스를 위협하였다. 이때 주변 상황을 면밀히 파악하던 나폴레옹은 다음 원정인 인도 원정을 취소했다. 8월 프랑스 해군이 아부키르 만에서 호라시오 넬슨의 영국 함대에 패하고 프랑스 지중해 함대 주력이 전멸한다. 이 승리로 영국 해군이 해당지역의 제해권을 장악하게 되고 나폴레옹의 이집트 원정은 큰 차질을 빚게 된다. 프랑스 해군 전열함들이 전멸 당하고 두 척만 남게 되어 나폴레옹과 이집트 원정군은 고립되고 만다. 한편 프랑스가 대불동맹군에게 연패하며 위험에 처했다는 소식을 접한 나폴레옹은 클레베르 장군에게 원정군을 맡기고, 혁명 정부의 명령도 받지 않은 상태에서 이집트에서 탈출하여 10월에 프랑스로 귀국하였다.
나폴레옹의 행위는 탈영에 해당되었으나 당시 총재정부는 이를 처벌할 힘이 없었고, 정국은 극히 혼란스러운 상태였다. 나폴레옹은 혁명정부의 권력자 시에예스와 함께 쿠데타를 공모한후, 동생인 오백인회 의장 루시앵과 탈레랑의 도움으로 1799년 11월 9일 의사당에서 자신의 정부를 승인할 것을 요청하였다. 오백인회가 이를 거부하자 나폴레옹은 군대를 동원하여 쿠데타를 일으켰다. 오백인회를 해산시킨후 헌법을 폐기하고 3명의 통령을 두는 새 헌법을 만들어 1800년 2월 7일에 국민 투표에 부쳤다. 찬성 300만 표, 반대 1,567표가 나와 통과되었다. 물론 재산제한선거에 유권자수 약 700만명중 다수가 기권하였고 비밀투표가 아니었으며 투표결과는 내무장관이었던 루시앵에 의해 조작된 결과였다.
나폴레옹은 개인적인 인기를 등에 업고 프랑스 원로원으로부터 10년 임기의 제1통령으로 임명되었으며, 이로서 불과 30세 나이에 사실상 프랑스 정권을 자신의 손아귀에 넣었다. 통령 정부는 3명의 통령으로 구성되어 있었으나, 실질적으로 제2통령과 제3통령은 명예직에 불과하였고 권력은 제1통령인 나폴레옹에게 있었다. 제2통령은 법무, 제3통령은 재정을 책임지는 반면, 제1통령은 내정과 외교, 군사 등을 책임졌으므로 그 권한은 다른 통령에 비하여 더욱 막강하였다.

## 통령 시절

알프스를 넘고있는 나폴레옹

### 대불동맹 전쟁
제1대통령이 된 후에 나폴레옹은 대불동맹국에 강화를 제의했지만, 거절당한다. 이에 나폴레옹은 원정대를 이끌고 해발 2.469m에 달하는 알프스의 산베르나르 고개(Great St Bernard pass)를 직접 넘어 이탈리아 북부로 진격하려는 계획을 수립했다. 부관들은 나폴레옹의 계획을 극구 만류했다. 과거 한니발이 산베르나르 고개를 넘은 이후에는 대규모 군사가 이 고개를 넘어간 역사가 없었으며 너무 험준한 협곡이라 군대가 이동하는 것은 불가능하다는 것이었다. 그러나 그는 “내 사전에 불가능은 없다”고 말하며 밀어 부쳤다.
1800년 5월에 프랑스 원정대는 험준한 산베르나르 고개를 넘었다. 그리고 같은해 6월에 오스트리아 군대와 맞붙은 마렝고 전투에서 승리를 거두었다. 마렝고 전투는 나폴레옹이 최고의 장군이라 인정한 루이 드제 장군이 가슴에 총탄을 맞고 전사한 전투이다.오스트리아는 프랑스가 제시한 강화 조건을 수용하여 라인 강의 절반을 프랑스측에 할양하였으며, 북이탈리아 등을 프랑스의 보호국으로 양도했다. 이 강화로 제2차 대프랑스 동맹은 붕괴되었고 영국만이 전쟁을 지속하였다. 그러나 소 피트가 사망하자 1802년 3월 양국간에 아미앵 조약을 체결하여 10년 만에 안정을 맞았다.

### 개혁 작업
나폴레옹은 내정 면에서도 일대 개혁을 실시했다. 전국적으로 세금 제도와 행정 제도를 정비함과 동시에 혁명기에 궤멸에 가까운 타격을 입은 공업 생산력의 회복을 실시하여 산업 전반의 부흥에 힘을 쏟았다. 1800년에는 프랑스 은행을 설립하여 경제 안정을 도모했다. 1802년에는 유명한 레지옹 도뇌르 훈장을 창설했다. 또, 교육 개혁에도 힘써 공공 교육법을 제정하였다. 또 국내 법 정비에도 임하여 1804년에는 《프랑스 민법전》, 이른바 나폴레옹 법전을 제정했다. 이것은 각 지역의 여러 가지 관습법과 봉건법을 하나로 통일한 최초의 민법전으로 ‘만민의 법 앞에의 평등’, ‘국가의 세속성’, ‘종교의 자유’, ‘경제 활동의 자유’ 등 근대적인 가치관을 도입한 획기적인 것이었다. 그 밖에도 교육 및 교통망 정비에도 진력하였다.

### 대미 관계 개선

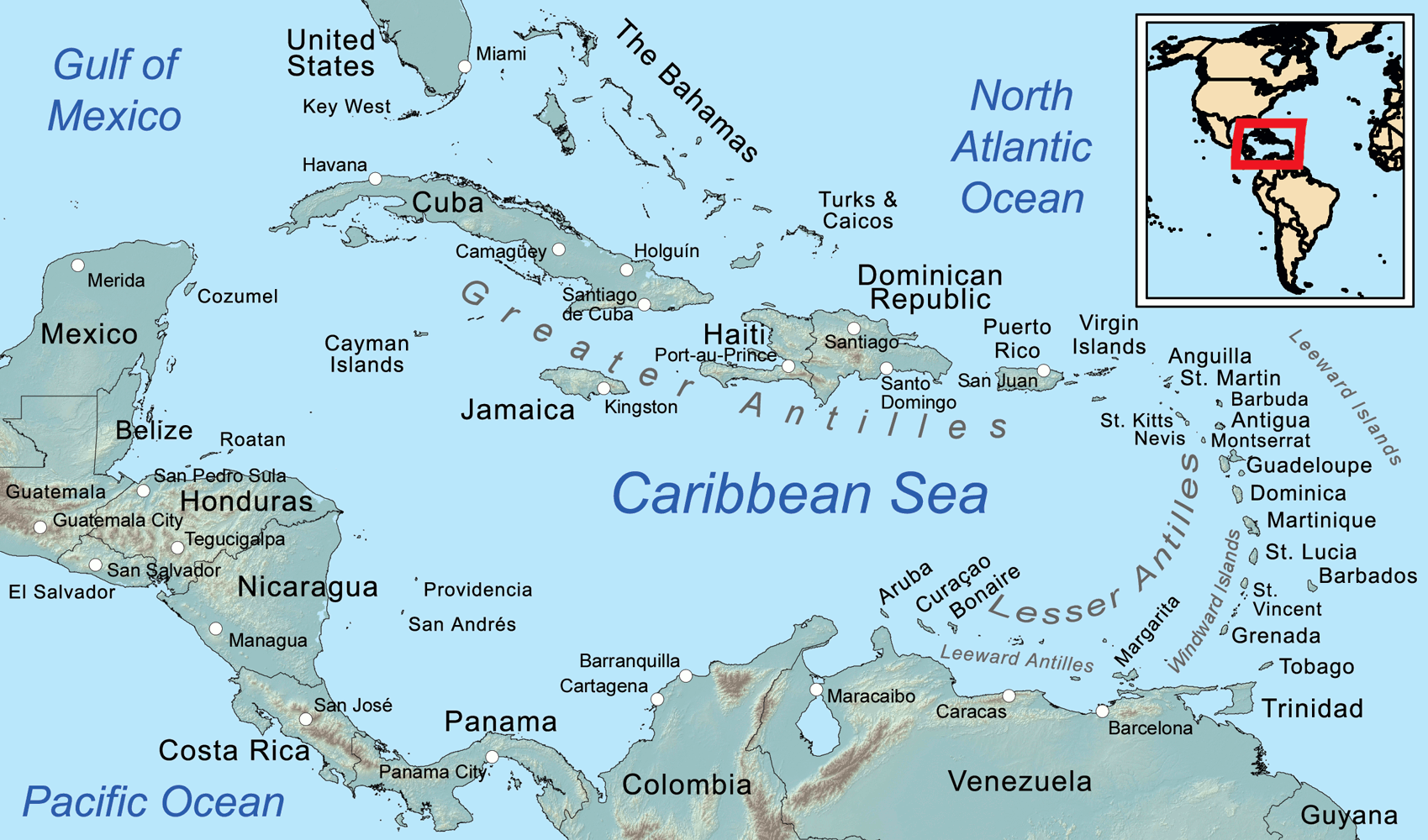
유사전쟁 기간 동안 미불간에 가장 치열하게 다툰 카리브해

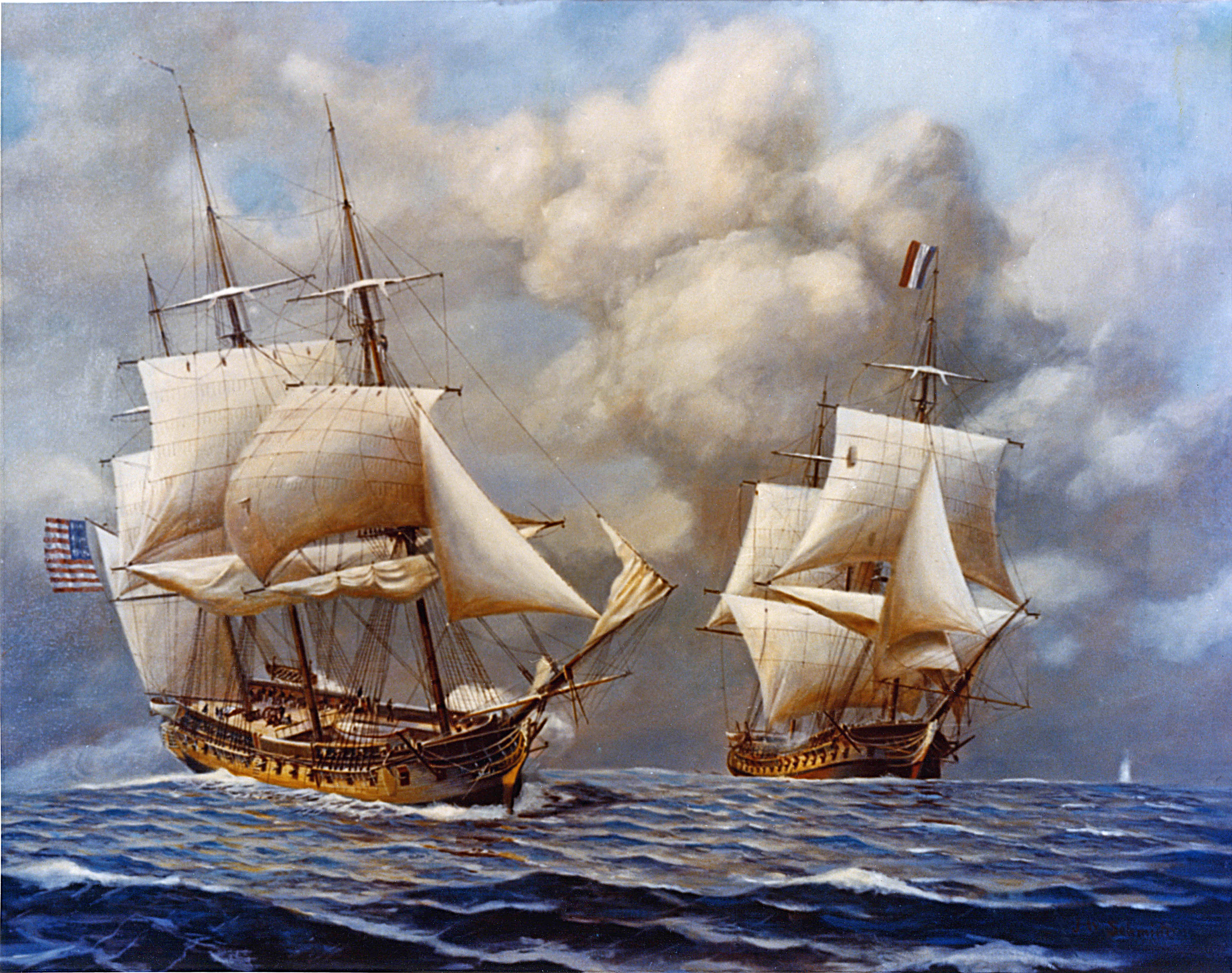
유사전쟁(Quasi war)중 교전중인 양국의 전함

지난 수년간 프랑스는 미국과 매우 불편한 관계에 놓여 있었다. 1793년에 1차 대불동맹 전쟁이 벌어진후 입장이 난처해진 미국이 영국과 제이 조약(1794년)을 체결하며 동맹국인 프랑스를 배반했기 때문이다. 대불동맹 전쟁이 발발하자 영국은 프랑스령 서인도 제도를 해상봉쇄하여 프랑스의 전쟁물자 조달을 방해했다. 1778년에 미국과 프랑스간에 체결된 통상동맹조약에 따라 미국에게는 프랑스와 공동방위에 나설 의무가 있었다. 그러나 미국은 신생 독립국으로 아직 국가의 기초가 확고하지 않았고 군사력도 약한 상태에서 유럽의 분쟁에 휘말리고 싶지 않았기 때문에 중립은 선언하였다.
그러나 영국으로서는 미국이 중립적 지위를 이용하여 프랑스와 교역을 할 경우 해상 봉쇄망에 빈틈이 생기는 만큼 이를 용납할 수 없었다. 영국은 미국을 자극하여 미국과 프랑스간에 동맹 관계를 분쇄하기 위해서 미국 상선 수백척을 나포 해버렸다. 전쟁을 원치 않았던 미국이 다소 굴욕적인 '제이 조약'을 체결하여 영국과의 관계를 개선하자 동맹에게 배신당한 프랑스 총재정부는 외교적인 보복을 가했다.
프랑스는 신임 공사의 부임을 인정하지 않았으며 관계개선을 위해서 미국이 파견한 대표단에게 1778년에 체결한 조약의 폐기를 전제로 막대한 금액의 차관과 뇌물을 요구하였다. 이것이 일명 'XYZ사건'으로 비화되면서 양국은 준 전시 상황으로 치달았다. 선전포고 행위가 없는 상태에서 양국의 해군은 해상에서 산발적으로 충돌하였으며(유사전쟁), 상대국의 상선을 포획하기도 하였다.
나폴레옹은 북미 루이지애나를 인수하여 새로운 프랑스 식민지 제국을 건설하려는 계획을 가지고 있었다. 그러기 위해서는 먼저 아이티 반란을 진압해야 했는데, 원정대를 파견하기 위해서는 미국과의 관계를 개선할 필요성이 있었다. 나폴레옹은 미국과의 관계개선을 꾀했다. 1800년에 미불 양국은 지난 1778년에 체결한 조약을 파기하고 새로운 몰트퐁텐 조약(Treaty of Mortefontaine)을 통해 사태를 원만하게 마무리 지었다.

### 아이티 침공
나폴레옹은 1801년 11월에 3만여명의 원정대를 아이티(산도밍고)에 파견하여 식민지 재탈환과 노예제 부활을 시도하였다. 카리브해의 아이티는 흑인 노예를 이용한 플랜테이션 농업으로 설탕과 커피를 생산하는 프랑스 식민지였는데, 프랑스 혁명(1789년)의 영향으로 흑인 노예들이 1791년 투쟁을 시작하여 1794년 흑인 노예제 폐지를 이끌어낸후 1801년에 독립을 선언했었다. 프랑스 원정대의 초기활동은 순조로운 편이었으나 1803년 11월에 최종적으로 아이티 점령을 포기하고 철군했다.
아이티 정복에 실패한 이유는 노예제 부활에 대한 현지인들의 강한 저항과 황열병 그리고 영국의 해상 봉쇄 때문이었다. 황열병은 모기에 의해 전파되며 남미 지역에서 유행하는 바이러스성 질병인데 이 병으로 인해 프랑스 군은 거의 전멸하다시피 했다. 초기 파병 군인 33,000명 가운데 살아서 고향으로 돌아온 사람은 3,000명뿐이었다. 또한 영국군이 우세한 해군력을 바탕으로 프랑스 선박에 대해 강력한 해상봉쇄에 나서자 기세가 위축되면서 요청받은 추가 파병을 망설일 수밖에 없었다.
아이티(산도밍고)는 1804년 1월1일 정식으로 독립했으며 최초의 흑인 공화국이 되었다. 이로써 아이티는 아메리카 대륙에서 미국에 이어 두 번째로 독립한 국가가 되었으며, 노예제 폐지를 법령화한 최초의 북아메리카 국가가 되었다. 아이티의 독립은 나폴레옹이 루이지애나를 미국에 매각하게 만들었으며 훗날 중남미 지역이 무장투쟁을 통하여 스페인으로부터 독립하는 데 강한 영향을 주었다.

### 루이지애나 매각

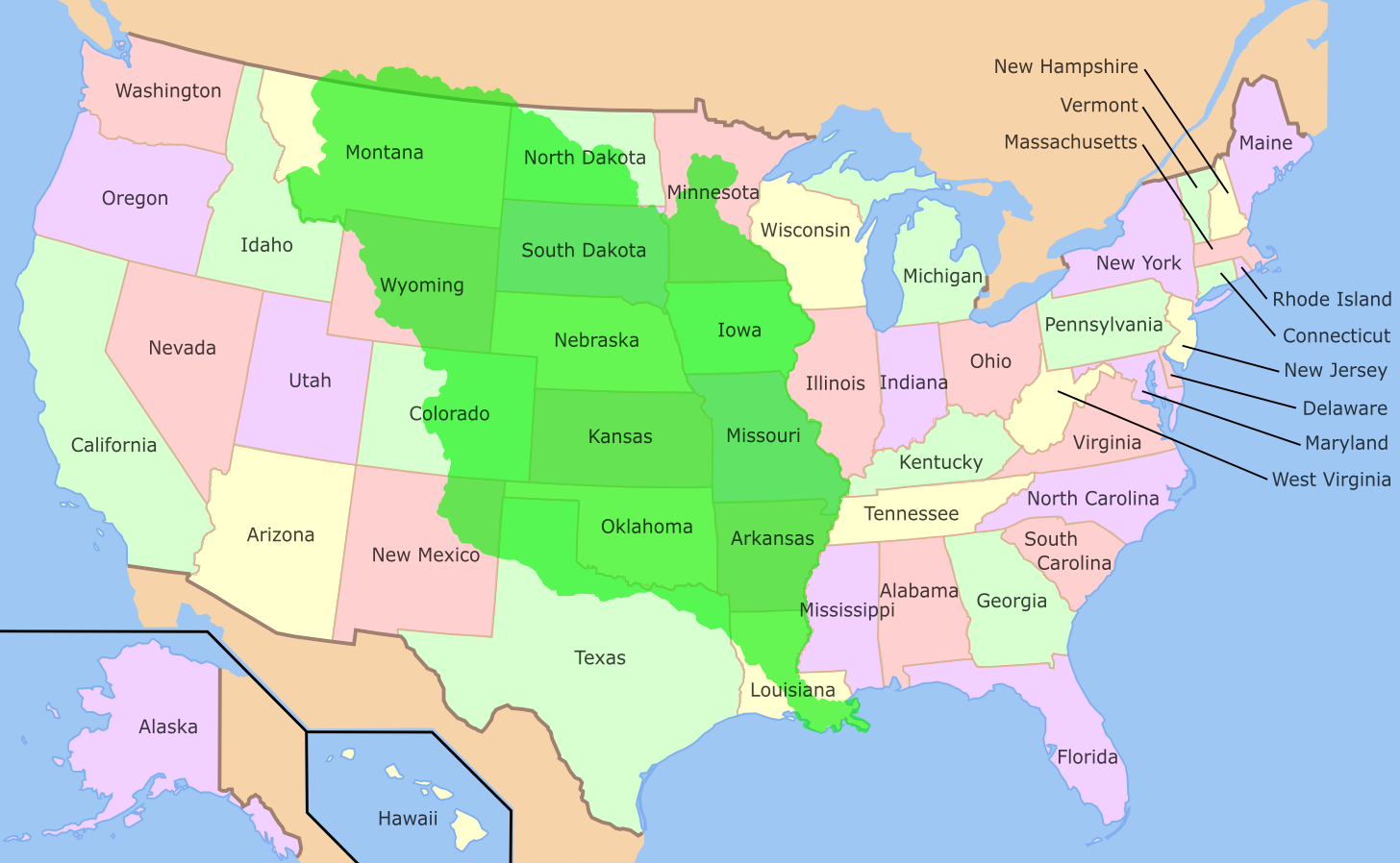
푸른 부분이 당시 매각한 루이지애나 영토

나폴레옹의 본래 계획은 아이티를 점령한후 이곳을 바탕으로 하여 북미 대륙 루이지애나에 식민지 제국을 건설할 계획이었다. 그러나 아이티 점령에 실패하면서 차질이 발생하였고 점차 서반구 사업에 관심을 잃어 가고 있었다. 그러던중 나폴레옹은 1803년 루이지애나를 헐값에 미국에 매각하였다. 매각대금은 전쟁비용에 보태었다.
그 당시 미국은 통상물량의 1/3을 미시시피 강을 통해 수송하고 있었는데 뉴얼리언스 기항에 문제가 발생하여 이를 해결하고자 프랑스에 사절단을 보냈다. 루이지애나는 본래 스페인 소유였으나 1800년 산일데폰소 조약 (Treaty of San Ildefonso)을 비밀리에 맺고 프랑스가 소유권을 인수하였다. 그러나 아직 프랑스에서 정식으로 인수작업을 하지 않은 상황이었는데 감독중인 스페인 관리가 미국선박의 뉴올리언스 기항을 갑자기 금한 것이었다. 지난 1795년에 미국은 스페인과 맺은 핑크니 조약을 통하여 미시시피 강의 운항권과 뉴올리언스 기항권을 보장받은 적이 있었다.
1803년 4월, 제임스 먼로가 이끄는 미국 사절단을 접견한 나폴레옹은 골치 아프게 된 루이지애나의 매입을 제안하였다. 양측의 협상 끝에 1,500만 달러라는 헐값이 책정되었고 미국의 영토는 하루아침에 두 배로 늘어나게 되었다. 이로 인해 미국에는 본격적으로 서부 개척시대가 시작되었다.

### 정교 협약

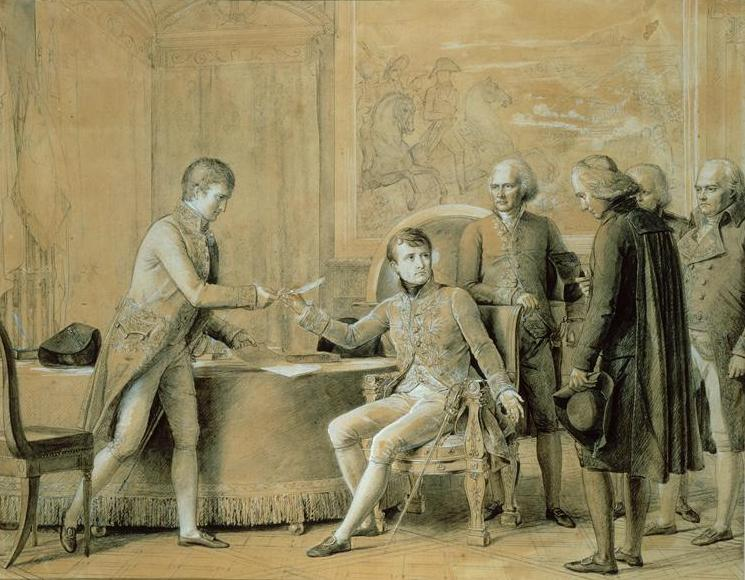
졍교협약 문서에 서명중인 나폴레옹

프랑스 대혁명 이후 혁명 정부의 탄압을 받던 로마 가톨릭교회 와의 화해도 모색한 나폴레옹은 1801년에 교황 비오 7세와 정치 및 정교협약을 맺었으며, 개신교도 인정하여 국내의 종교 간 대립을 완화시켰다. 프랑스 대혁명 당시 가톨릭교회는 당시 프랑스 전체 토지의 10~15%를 차지하고 있었고, 게다가 프랑스 전체 GDP의 10%를 십일조로 받아가고 있었다. 국민공회는 1790년의 성직자기본법(Constitution civile du clergé)을 제정하고 십일조를 폐지하고 교회의 자산을 몰수한 데 이어 성직자들에게도 일종의 충성 서약을 하도록 강요했다.
국민공회의 '반가톨릭 정책'으로 예배는 금지되어 있었다. 모든 교회 재산은 몰수되어 매각되었다. 이 때문에 전통적인 가톨릭 국가인 프랑스는 교황청과 매우 불편한 관계에 놓여 있었다. 나폴레옹은 브뤼메르 쿠데타로 제1통령이 된 이후에는 부서진 교회를 약 400만파운드를 들여 재건했고 교황 비오 7세(Pius VII)와 정교협약을 맺어, 예배의 자유는 다시 확립되었고, 프랑스에서 로마 가톨릭교회를 보호했다.

### 종신 통령
왕당파와 자코뱅 파 등의 파벌을 가리지 않고 인재를 골고루 등용하여, 국내 정치를 융화로 이끌었다. 한편으로는 현 체제를 뒤집으려고 시도하는 자에게는 자비를 베풀지 않고 탄압하였다. 그리고 1802년 8월 2일에 그는 종신통령(종신 집정)이 되어, 자신의 독재권을 한층 더 강화하였다.

## 황제 시절

대관식에서 조제핀에게 직접 황후관을 하사하는 나폴레옹, 다비드, 루브르 박물관 소장

### 제정 실시
1803년 8월, 나폴레옹을 반대하며 부르봉 왕정복고를 희망하던 조르주 카두달과 왕당파들이 영국과 손을 잡고 나폴레옹을 제거하려는 음모를 꾸몄다. 프랑스의 피슈그뢰와 모로 장군 등도 이 계획에 가담하였다. 그러나 1804년 초에 발각되어 카두달 등은 처형되었다. 배후에 영국이 가담했다는 사실이 알려지면서 여론이 들끓었고 나폴레옹이 권력을 공고히 하는 데 큰 도움이 되었다. 측근들은 그에게 황제가 될 것을 권유하였다. 암살음모 발각은 권력 항구화에 좋은 기회를 제공하고 있었으며, 헌법상 세습 황제가 되면 부르봉 왕실에 의한 왕정복고를 원천봉쇄할 수 있는 장점이 있었기 때문이었다.
이에 나폴레옹은 그것을 국민 투표로 결정하도록 하였다. 1804년 7월의 투표에서 찬성표 3,572,329와 반대표 2,569로 대다수의 국민들이 제정을 수락하였다. 그러나 당시 선거는 비밀선거가 아니었으며, 각 선거인이 선택내용을 선거대장에 올리고 서명하는 방식이라 문제가 있었던 것은 사실이다. 아무튼 나폴레옹은 1804년 12월 2일에 마침내 즉위식을 거행하여 프랑스 제국의 초대 황제인 나폴레옹 1세가 되었다. 프랑스가 루이 16세를 처형하고 공화정으로 전환된 지 10년 만에 일이었다.

### 황제 대관식
나폴레옹은 역대 프랑스 왕들이 전통적으로 대관식을 치른 랭스 대성당을 거부하고 노트르담 대성당을 즉위식 장소로 선택하였다. 자신은 부패한 부르봉 왕조를 계승하는 군주가 아닌, 위대한 로마 제국의 대를 이은 후손임을 만천하에 과시하기 위해서였다. 나폴레옹은 교황으로부터 축성받기 위해 교황을 초대했다. 교황 비오 7세는 교황청의 반대에도 불구하고 왕관을 씌어주기 위해서 즉위식에 참석했다. 그러나 나폴레옹 자신이 직접 황제관을 썼으므로 교황 비오 7세는 축복기도를 하고 그를 포옹해주는 것으로 만족해야만 했다

### 파리 정비 사업
나폴레옹은 황제가 되고 나서 프랑스의 수도 파리를 세계 제일의 수도로 만들기 위해 도시에 대한 근대화 정책을 추진하였다. 그는 가구의 새로운 계산법(짝수법, 홀수법)을 마련하고, 분수를 설치하고 묘지를 정리하였으며, 광장과 회관, 시장, 강변 구역과 제방 및 공공 시설과 기념비적 건축물들을 정비하였다. 또 높은 지위의 사람들과 위인들의 동상이 거리 곳곳에 세워지고, 교량이 건설되었다.

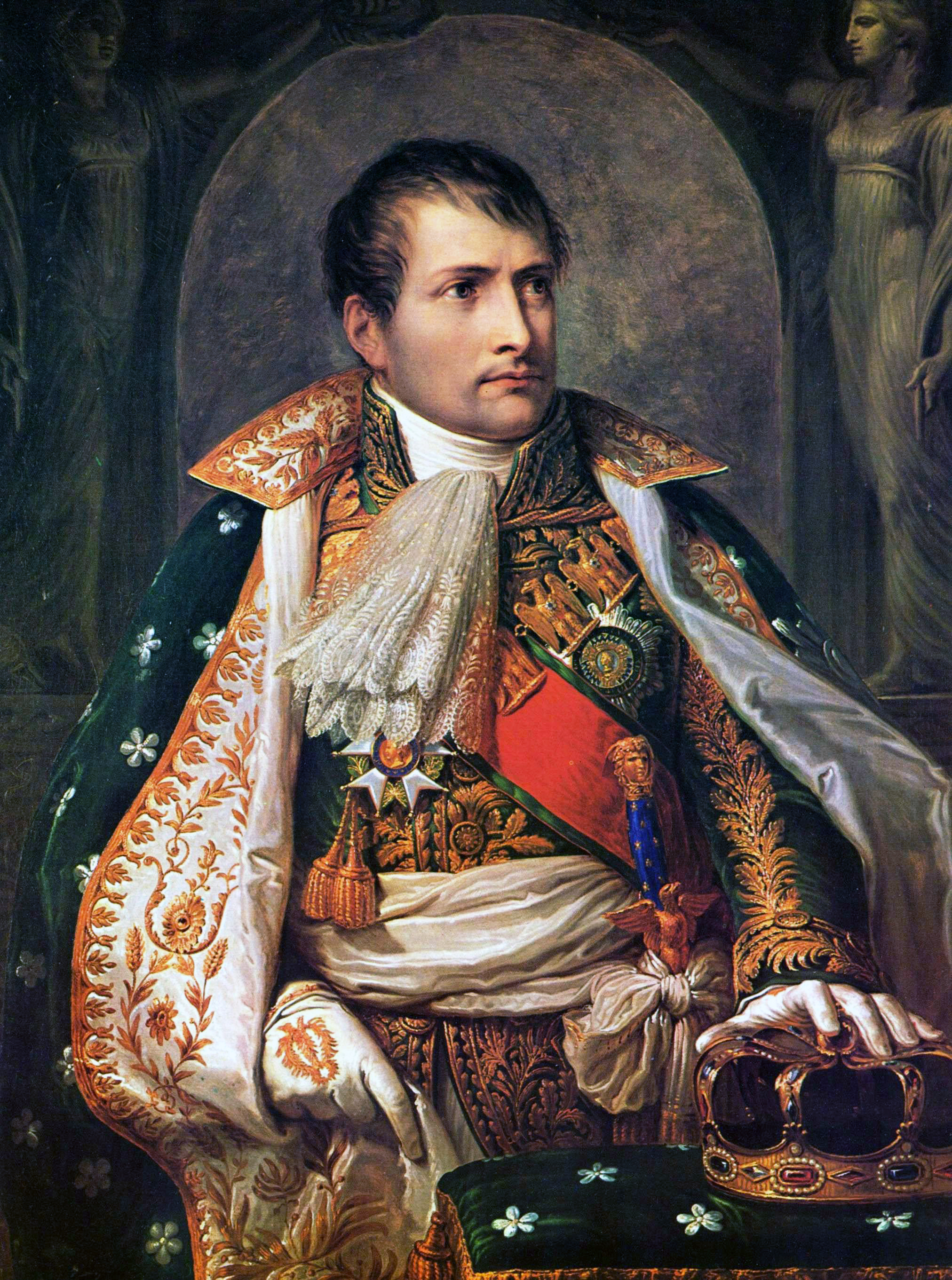
이탈리아 국왕으로 즉위한 나폴레옹

### 베토벤 교향곡 영웅
나폴레옹의 황제 등극은 다방면으로 여러 가지 충격을 주었다. 베토벤은 1802년에 빈 주재 프랑스대사로부터 나폴레옹에 관한 이야기를 듣고 그를 공화제와 인민들의 영웅이라고 생각했다. 그래서 나폴레옹에게 헌정할 것을 염두에 두고 작곡 중인 교향곡 제3번을 《보나파르트》라고 명명했다. 그러나 나폴레옹이 스스로 황제에 올랐다는 소식을 듣고 실망하여 탄식하며 '보나파르트'라고 적혀있던 악보의 표지를 찢어서 내팽개친 것으로 전해진다. 헌정 또한 포기했으며 제목도 《영웅》으로 변경했다.

### 3차 대불동맹 전쟁
얼마 후 《아미앵 조약》은 영국 측이 파기하여 영국과 프랑스 양국은 다시 전쟁 상태로 들어갔다. 1805년, 나폴레옹은 영국 상륙을 위해 도버 해협을 접한 브로뉴에 대군을 집결시켰다. 이에 대항하여 영국은 오스트리아와 러시아 등을 끌어들여 ‘제3차 대프랑스 동맹’을 결성한다. 프로이센은 중립적인 입장을 표명했지만, 영국과 오스트리아와의 외교관계를 계속 유지하였기 때문에 나폴레옹은 프로이센을 중립국으로 확실히 만들기 위해서 영국에게서 빼앗은 하노버를 프로이센에 양도한다는 약속을 했다.

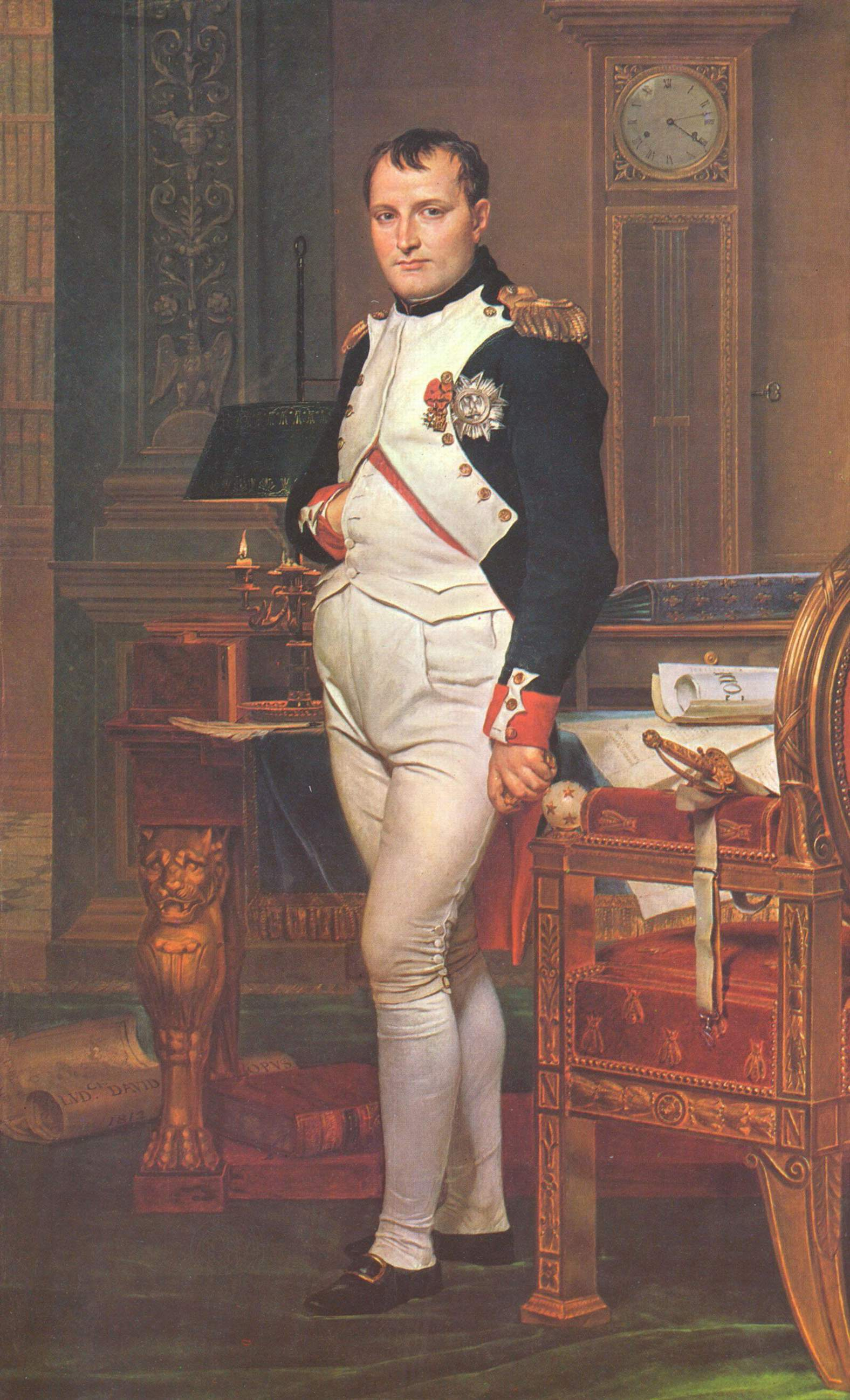
황제 시절의 나폴레옹. 근위기병 대령 복장을 하고 있다.

프랑스 육군은 10월 오스트리아군을 물리치고, 빈을 점령한다. 그리고 오스트리아를 구원하러 온 러시아의 알렉산드르 1세의 군대가 오스트리아의 프란츠 1세의 군대와 합류하여, 즉위 1주년인 12월 2일에 프랑스군과 격돌하여 아우스터리츠 전투를 치렀다. 나폴레옹의 교묘한 작전 덕분에 프랑스군은 완승을 거두었으며, 오스트리아는 프레스부르트 조약을 체결하여 항복을 선언했다. 이 전투는 3명의 황제가 한 전장에 모였기 때문에 ‘3황제 회전’이라고도 불린다. 나폴레옹은 이 날 전투에서의 승리를 기념하기 위해 개선문을 세우도록 명하였다. 오스트리아와 러시아 두 나라를 상대로 혼자서 능히 제압한 프랑스 육군의 위광은 곧 전 유럽에 떨치게 되었다.

### 트라팔가 해전
1805년 10월 프랑스 해군은 트라팔가르 해전에서 넬슨이 이끈 영국 해군에게 참패를 당했다. 이로써 제해권 차지에 실패하자 영국에 대한 군사적 공격을 포기했다.

### 신성로마제국 해체
유럽 대륙의 중앙부를 제압한 나폴레옹은 형 조제프는 나폴리 국왕으로, 1806년 6월에 동생 루이를 네덜란드 국왕에 각각 앉히고 자신은 라인 동맹을 발족시켜 이를 보호국화함으로써 독일에게도 강한 영향력을 행사하게 되었다. 이로써 샤를마뉴 대에서부터 거의 1000년의 역사를 가진 신성로마제국은 사실상 해체되었다.

### 대륙 봉쇄령
프랑스가 독일에 대해 강한 영향력을 갖게 되자 이를 불안하게 여긴 프로이센은 결국 프랑스와 대립하게 되어, 1806년 영국·러시아·스웨덴과 더불어 제4차 대프랑스 동맹을 조직하였다. 나폴레옹은 10월 예나-아우어슈테트 전투에서 프로이센군을 물리치고 베를린에 입성하였다. 프로이센의 프리드리히 빌헬름 3세는 동프로이센으로 도피하였다.
1806년 11월에 베를린 칙령을 통해 대륙봉쇄령을 내렸다. 영국과의 통상 및 통신의 금지, 영국선박의 대륙 내 항구 출입 금지와 위반 선박의 몰수 등이 대륙봉쇄령의 주요 내용이었다. 이를 통해 대불동맹의 주도국인 영국을 고립하여 경제적으로 굴복시키고자 했으며 프랑스의 대륙경제 지배력을 확대하려 하였다. 그러나 예상과는 달리 역효과가 발생했다. 산업혁명으로 품질이 우수한 영국 제품의 공급이 차단되자 물자 부족현상이 발생하며 밀수가 성행하였다. 나폴레옹 자신도 군용 외투와 군화를 영국에서 밀수해 와야 할 형편이었다. 영국은 대륙봉쇄령에 맞서 면화, 향신료, 설탕, 커피등을 싣고 대륙으로 향하는 선박의 이동을 해상에서 차단하였다. 영국의 역봉쇄 조치로 인해 생필품 부족 현상이 극심해지자 대륙 내의 반프랑스 감정이 고조되었다.

### 바르샤바 대공국
1807년, 나폴레옹은 폴란드로 진격하였다. 같은 해, 프로이센을 구원하러 온 러시아군을 아일라우 전투와 프리틀란트 전투에서 격파하였다. 나폴레옹은 러시아의 알렉산드르 1세와 틸지트 조약을 체결하여, 프로이센의 영토를 크게 축소시키고 폴란드 지역들을 하나로 묶어 바르샤바 대공국을 형성시켰으며, 남동생 제롬 보나파르트를 베스트팔렌의 왕으로 임명하여 두 나라를 프랑스 제국의 위성 국가로 지정하였다.

### 포르투갈 침공
포르투갈이 대륙봉쇄령을 어기고 영국 선박들의 리스본 항구 출입을 허용하자 프랑스는 1807년 11월에 포르투갈을 침공했다. 먼저 스페인과 퐁텐블로 조약을 통해 포르투갈에 대한 분할통치를 협약한 나폴레옹은 앙도슈 쥐노 장군에게 3만 명의 병력을 주어 포르투갈로 진군을 명했다. 침공이 시작되자 포르투갈 왕실은 귀족과 관리, 부유한 상인등 약 1만여명과 함께 영국 해군의 호위를 받으며 브라질로 도피했다. 프랑스 군은 손쉽게 포르투갈을 정복했으나 점령통치에는 어려움이 많았다. 포르투갈에 상륙한 영국군과 재결집한 포르투갈 군대 그리고 포르투갈 민중의 강한 저항을 받았기 때문이다. 여러 전투에서 패배한 프랑스군은 이듬해 8월에 포르투갈에서 퇴각하였으며 이후 1809년과 1810년에 포르투갈을 재차 침공하였다.

### 스페인 점령

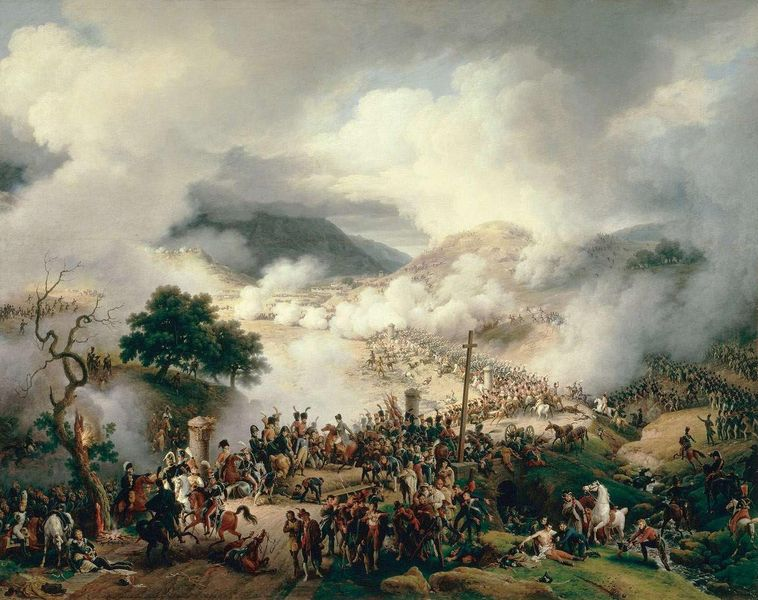
반도전쟁(이베리아 반도 독립전쟁)

1808년, 스페인에는 포르투갈 침공의 명분으로 10만명의 프랑스 군이 진주해 있었다. 이로 인해 실질적으로 프랑스가 스페인을 지배하고 있는 것과 마찬가지였으며 스페인 지배를 노리던 나폴레옹에게 좋은 기회가 찾아왔다. 당시 스페인 국민들은 무능하고 부패한 왕실과 고도이 내각으로 인해 지쳐 있었다. 그러던중 외국 군대가 상주하게 되자 강하게 반발하였고 1808년 3월 18일, 왕세자 페르난도를 지지하는 개혁파가 아란후에스(Aranjuez)에서 반란을 일으켰다. 카를로스 4세가 3월 19일에 퇴위를 결정하였고 왕세자가 페르난도 7세가 즉위했으나 며칠뒤 카를로스 4세가 퇴위를 번복하며 나폴레옹에게 지지를 요청했다.
나폴레옹은 중재를 명분삼아 카를로스 4세와 페르난도 7세를 모두 바요나로 오도록 유도한후 이들을 협박하여 왕권을 양도 받았다. 훗날 세인트헬레나에서 나폴레옹은 스페인 왕위찬탈은 정의롭지 못했으며 잘못된 정책이었다고 인정한 바가 있다. 새로운 국왕으로는 자신의 친형인 조제프를 임명한후에 스페인이 영국과 양모 밀무역을 하며 대륙봉쇄령을 어겼다는 명분을 내세워 무력으로 정복하였다. 한편 마드리드에서는 나머지 스페인 왕실 가족이 프랑스 군대의 호위를 받으며 파리로 떠나려고 하자 5월 2일 마드리드 주민들이 프랑스 군대에 대항하여 폭동을 일으켰다. 조아킴 뮈라가 이끄는 프랑스 군은 이들을 무자비하게 진압하였다. 이 사건을 계기로 스페인에서는 프랑스에 저항하는 게릴라 전이 스페인 전역에 걸쳐서 거세게 일어났으며 독립전쟁의 시발점이 되었다. 이후 영국군의 도움을 받은 스페인 게릴라들의 활동은 끓임없이 프랑스 군을 괴롭혔고 끝내 프랑스는 1813년에 스페인에서 철수하였다.

### 중남미 지역의 독립

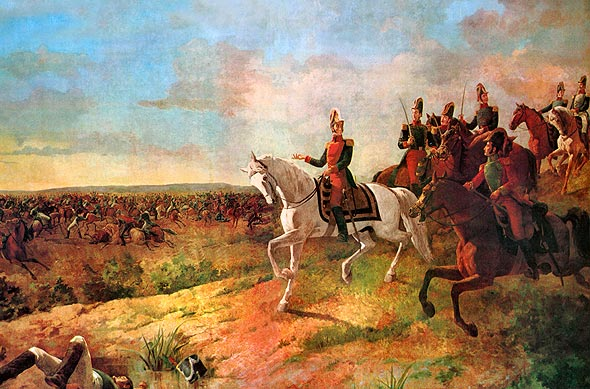
중남미 독립 무장 투쟁 (1810-1825)

경제적 수탈과 차별, 불평등으로 얼룩지며 300년간 이어진 중남미 지역의 스페인 식민통치는 현지인들에게 많은 불만을 품게 만들었다. 미국 독립 혁명과 프랑스 대혁명 그리고 루소나 몽테스키외 등에 의해 전파된 계몽주의, 민족주의, 공화주의 사상은 식민지의 지식인들에게도 이미 많은 영향을 주고 있었다. 가장 많은 불만을 품은 계층은 상류층에 속하는 크레욜로(식민지 출신 백인)들이었다. 이들은 경제적으로는 부유했으나 스페인 본토 출신인 페닌슐라(Peninsulares)들에 비해 정치, 경제, 사회적으로 차별과 불평등한 대우를 받고 있기 때문이다. 양측간의 갈등은 엘리트 계층에 속했던 크레욜로(Criollo)들에게 독립의 필요성을 자각하게 하였다.
스페인이 1805년 트라팔가 해전에서 영국에게 완패하며 대서양 무역 독점권을 상실하자 남미 식민지에서는 스페인과의 무역 독점체제에서 벗어나 유럽 각국과 활발한 교역을 통해 경제적 독립이 진행되었다. 정치적인 독립투쟁의 불길을 당긴 사건은 1807년 프랑스의 포르투갈과 스페인 침공이었다. 다음해인 1808년에 나폴레옹이 스페인 왕위를 찬탈한후 자신의 형인 조제프를 스페인 국왕으로 책봉하자 중남미 식민지에서는 정통성을 문제삼아 이를 인정하지 않았으며 이런 권력의 공백은 1810년부터 중남미 지역에서 본격적인 독립 투쟁이 전개되도록 만들었다. 나폴레옹은 스페인 국왕(카를로스 4세)으로부터 식민지 통치권을 양도받았으나 식민지 독립투쟁에 대해 적극적으로 대응할 수 없었다. 지난 트라팔가 해전에서 대패한 이후 제해권을 완전히 상실했으며, 대륙봉쇄령에 맞선 영국의 해상봉쇄와 방해가 있었기 때문이다.

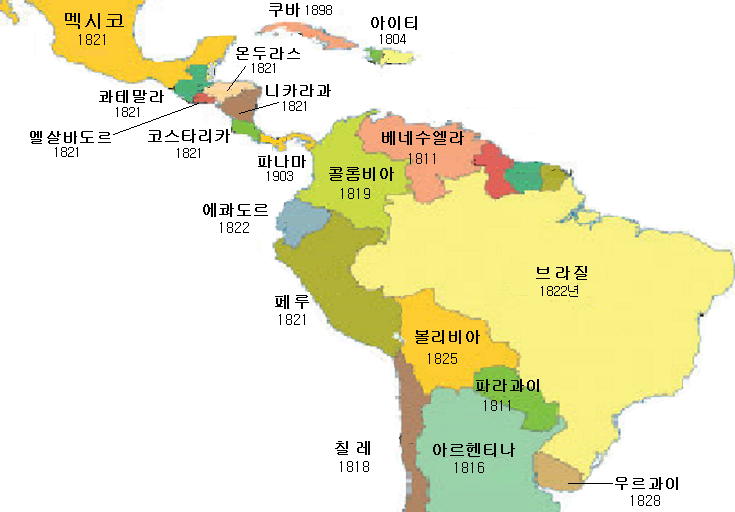
중남미 국가별 독립연도

멕시코를 위시한 중미지역(누에바 에스파냐)의 독립운동은 1810년 9월 16일 이달고 신부의 '톨로레스의 절규'를 계기로 시작되었다. 원주민과 메스티소가 주축이된 이들의 봉기는 동조자가 10만명까지 불어나며 여러도시를 해방시켰다. 그러나 이들은 전투경험도 없었고 훈련받지도 못했으며 조직적이고 체계적이지 못했다. 특히 상류층인 크리욜로들은 이들의 활동이 자신들을 겨냥하고 있다고 오해를 하며 스페인군과 협력하였고 독립운동은 쉽게 진압당하고 말았다. 이달고 신부는 1811년에 생포된뒤 처형되었다.
이달고 신부에 이어 모렐로스 신부가 투쟁을 주도하며 독립정부를 세우기는 했으나 1815년, 스페인군에 생포된후 총살되었다. 이들의 순교는 이투르비테의 무장봉기로 이어졌고 1821년에 코르도바 조약을 통해 멕시코와 중미지역은 독립을 인정받았다. 아르헨티나를 비롯한 남미의 남부지역(라플라타+페루)은 산 마르틴을 중심으로한 무장투쟁으로 독립을 하게 되었고, 북부지역(누에바그라나다)은 시몬 볼리바르의 지도하에 15년간 진행된 무장투쟁을 통하여 1825년에 독립을 쟁취하였다. 브라질은 1822년에 포르투갈의 왕세자 동 페드루가 포르투갈의 왕위계승권을 포기함과 동시에 브라질 황제로 등극후 독립을 선포하면서 브라질을 포르투갈로부터 독립시켰다.

### 퐁텐블로 정교조약
교황 비오 7세가 전쟁에 반대하고 중립을 고수하며 대륙봉쇄령을 지지하지 않자 1808년 2월에 나폴레옹은 로마를 점령한후 다음해 5월에 교황령을 합병해 버렸다. 교황이 반발하며 1809년 6월 10일에 파문을 선포하자 체포하여 사보나에 유폐시켰다. 1812년 5월에 교황을 퐁텐블로로 강제 이송한후 1813년 1월 교황령에 대한 권리포기등 광범위한 양도를 강요하여 '퐁텐블로 정교조약'에 서명을 받아내었다.

### 스웨덴 왕위계승

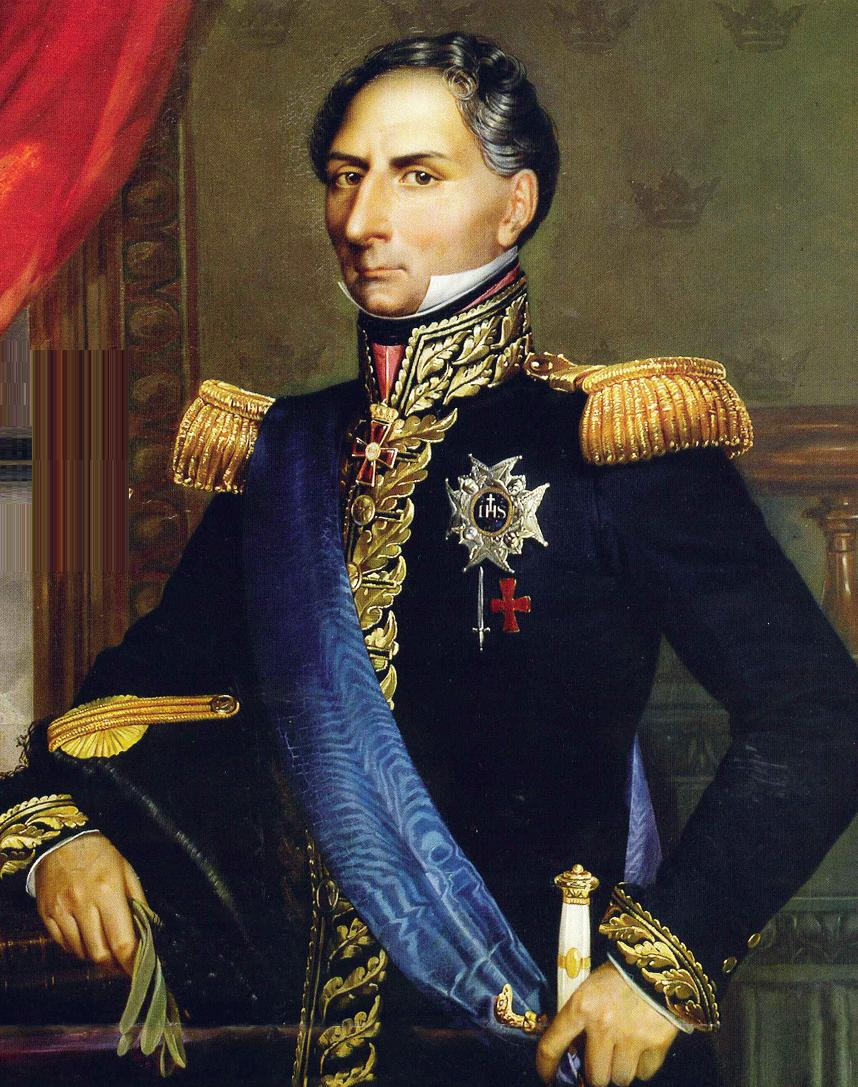
장바티스트 쥘 베르나도트

1809년 스웨덴에서 쿠데타가 발생하여 새로운 국왕이 즉위하였다. 그러나 신임국왕은 이미 연로하고 병약했을뿐만아니라 후사가 없었다. 더욱이 사고로 인해 추정 차기 왕위계승자가 사망하고 말았다. 그러자 스웨덴은 1810년에 프랑스 육군 원수 베르나도트에게 스웨덴 차기 왕위계승을 제의하였다. 스웨덴은 러시아에게 빼앗긴 핀란드를 되찾을 수 있는 유능하면서도 강력한 지도력을 가진 군인출신이 차기 왕위 계승권자가 되길 원했다. 베르나도트는 평민출신의 일개 사병으로 출발하여 프랑스 원수까지 올라선 입지전적인 인물이었고 지난 1806년 뤼벡 전투에서 포로가 된 스웨덴군에 대해 자비를 베푼 바 있어 군부는 그를 선호했다. 또한 베르나도트 장군은 나폴레옹 1세의 보나파르트 가문과 혼인을 통해 인척관계를 맺고 있었다.
나폴레옹은 베르나도트와의 관계가 원만치는 못했으나 프랑스 육군원수가 국왕이 되면 스웨덴과의 동맹이 공고히 될것으로 보고 이를 승낙하였다. 그러나 이런 나폴레옹의 기대는 점차 깨어지면서 후회 하게 되었다. 베르나도트는 스웨덴 왕국의 차기 왕위 계승권자로서 섭정이 되어 통치에 임하며, 점점 나폴레옹과 대립각을 세워나갔다. 결국 스웨덴은 1813년에 제6차 대프랑스 동맹에 합류하여 나폴레옹 몰락에 앞장서고 말았다.
훗날 나폴레옹은 베르나도트를 배은망덕한 인간이라고 비난하면서 3번이나 그를 총살시킬 기회가 있었으나 관대하게 처결한 이유는 그가 자신의 옛 약혼녀였던 데지레의 남편이었기 때문이었다고 언급한적이 있다. 과거에 자신이 일방적으로 파혼을 선언한것에 대한 미안함과 데지레에게 느끼는 애틋한 감정이 베르나도트에 대한 악감정보다 컸던 것이다. 베르나도트는 1799년에 있었던 나폴레옹의 쿠데타에 중립을 표방하며 비협조적이었고 쿠데타가 성공한 이후에도 형식적인 충성서약을 했을뿐 계속 애매한 태도로 일관했다. 그럼에도 불구하고 나폴레옹은 베르나도트를 1804년에 육군원수에 봉하면서까지 그를 중용하였으나 끝내는 배신 당하고 말았다. 한편 베르나도트는 1818년 칼 13세가 사망하자 칼 14세로서 스웨덴 국왕에 즉위하여 스웨덴 베르나도테 왕조의 시조가 되었다.

## 몰락

러시아에서 철군하는 프랑스군 (1812년)

### 몰락의 시작
나폴레옹의 몰락은 대륙봉쇄령(1806년)으로부터 시작되었다. 대륙봉쇄령으로 인해 야기된 물자부족과 생필품 부족은 유럽 민중들을 고통스럽게 하여 반나폴레옹 감정을 고조시켰다. 봉쇄령 위반을 응징하기 위해 시작한 이베리아 반도 점령 실패와 러시아 원정(1812년) 실패로 인해 프랑스 육군은 큰 손실을 입었다.

### 러시아 원정
1806년에는 대륙봉쇄령을 내려 유럽 국가로 하여금 영국과의 모든 교역을 금지시켰다. 그러나 영국과의 무역에 의해 경제를 유지하던 러시아는 생존권에 영향을 받자 1810년부터 대륙봉쇄령을 위반하였다. 나폴레옹은 러시아를 응징하기 위해 1812년 5월, 60만 대군을 이끌고 러시아 원정을 실시하였다. 9월 7일에 보로디노 근처에서 벌어진 대전투에서 프랑스 군이 승리했다. 이후 프랑스군은 모스크바로 진격했다. 러시아의 쿠투조프 장군은 전투를 피하고 퇴각하면서 곡식과 건물에 불을 지르는 청야전술을 통하여 프랑스군의 군식량의 현지조달을 방해했고 추위를 피하기 위해서 프랑스군의 막사로 이용할 만한 시설물을 파괴해버렸다.
9월 15일, 프랑스는 쉽게 모스크바를 점령하였다. 모스크바를 점령하기만 하면 러시아가 항복할 것이라고 예상했으나 러시아군은 모스크바를 불태운후 철수해버렸기 때문에 프랑스군은 아무것도 구할 수 없었다. 추위와 배고픔에 시달리던 프랑스군은 결국 10월에 퇴각하였다. 이 순간을 기다린 러시아군은 철수하는 프랑스군의 뒤를 쫓아 공격하여 궤멸적 타격을 가하였다.

### 라이프치히 전투
프랑스의 대패를 목격한 유럽 각국은 일제히 반(反)나폴레옹의 기치를 내걸었다. 처음으로 움직인 것이 프로이센이었으며, 주변 나라들과 제6차 대프랑스 동맹을 결성하였다. 이 동맹에는 베르나도트의 스웨덴도 참가하였다. 러시아 원정으로 수십만의 군사를 잃은 나폴레옹은 강제적으로 청년들을 징집하였다. 1813년 봄, 변변찮은 군대로도 나폴레옹은 프로이센·오스트리아·러시아·스웨덴 등 동맹군과의 전투에서 승리를 거둔 후 휴전을 하였다. 메테르니히와의 평화교섭이 불발된 후, 1813년 10월 16일 라이프치히 전투에서는 동맹군에게 포위공격 당하여 대패한 후, 프랑스로 후퇴했다.

### 파리 함락과 유배
1814년에 정세는 한층 더 악화되어 프랑스 북동쪽에서는 슈바르트베르크와 블뤼허의 연합군 25만명이, 북서쪽에서는 베르나도트 장군의 16만명이, 남쪽에서는 웰즈리 장군의 10만명의 대군이 프랑스 국경으로 진격하여 대포위망을 구축하였다. 이에 반해 나폴레옹은 불과 7만의 군세로 절망적인 싸움을 강요당했다. 3월 31일, 프랑스의 수도 파리가 함락된다.파리를 넘겨준 사람은 오귀스트 드 마르몽이다.그는 나폴레옹의 가장 오랜 친구로 원수로 임명하지만 그는 파리를 넘겨줌으로서 그를 배신한다. 나폴레옹은 종전을 목적으로 퇴위를 하겠다고 했지만, 배신한 마르몽 원수 등에 의해 무조건 퇴위를 강요당하여, 결국 1814년 4월 16일 퐁텐블로 조약을 체결한 뒤 지중해의 작은 섬인 엘바섬의 영주로 추방되었다. 이 일련의 전쟁을 ‘해방전쟁’이라고 부른다. 나폴레옹이 몰락하자 그동안 숨죽이고 있던 프랑스와 스페인, 이탈리아 곳곳에서 옛 영광을 되찾기 위해 왕정이 다시 복구되었다. 이들은 혁명 이전으로 되돌아가려고 하였다.
나폴레옹은 로마왕이었던 자신의 아들 나폴레옹 2세를 후계자로 삼고 싶었지만, 동맹국 측으로부터 인정되지 못하였다. 또 베르나도트 역시 프랑스의 새 왕이 되기를 희망했지만 결국 주위의 반발을 사 포기하였다. 이러한 우여곡절 끝에 최종적으로 부르봉 왕가가 후계자로 선택되었다.
나폴레옹은(비록 뚱뚱해졌지만) 엘바에서도 많은 시설을 개혁했다.

## 백일천하
나폴레옹이 실각한 후, 빈 회의가 열려 전후 유럽을 어떻게 재편해야 할지를 각국 정상들이 의논을 하였지만, 각국의 이해관계가 얽혀 있었기 때문에 회의는 좀처럼 제대로 진행되지 않았다. 게다가 프랑스 왕으로 즉위한 루이 18세의 시대착오적인 통치에 대해 민중은 점차 불만을 품기 시작했다.
1815년에 나폴레옹은 엘바섬을 탈출하여 파리로 돌아오고 나서 복위하는 데 성공한다. 나폴레옹은 자유주의적인 새로운 헌법을 발표하여 자신에게 비판적인 세력과의 타협을 시도했다. 그리고 연합국에게도 강화를 제안했지만 거부당하여 전쟁을 하게 되었다. 초반에는 승세를 거두었으나 1815년 6월, 워털루 전투에서 영국과 프로이센의 연합 공격으로 패하여 나플레옹의 백일천하는 끝났다. 실제로는 95일이다.
나폴레옹은 다시 퇴위하여 미국으로의 망명도 시도했지만 항구 봉쇄로 단념하였고, 최종적으로 영국 군함에 투항하였다. 영국 정부는 아서 웰즐리 장군의 제안을 받아들여 1815년 8월, 나폴레옹을 남대서양의 한가운데에 있는 세인트헬레나에 유폐시켰다.
나폴레옹은 소수의 수행원들과 함께 롱우드의 저택에서 생활하였다. 그 저택 주위에는 많은 보초병들이 지키고 서서 나폴레옹의 행동을 실시간 감시하였다. 또 집밖으로의 외출도 제한되어 실질적으로 감금 생활이나 다름없었다. 그러는 동안 나폴레옹은 수행원에게 구술 필기시킨 방대한 회상록을 남겼다(에마뉴엘 라스 카즈의 세인트 헬레나의 회상 등). 이것들은 그의 인생 뿐만 아니라 당시 세계관과 역사관, 인생관을 총망라한 것이어서 나폴레옹 전설의 형성에 크게 기여하였다.
세인트헬레나에 유폐된 동안 나폴레옹은 체스와 영어 공부에 매진하였다.

## 사망

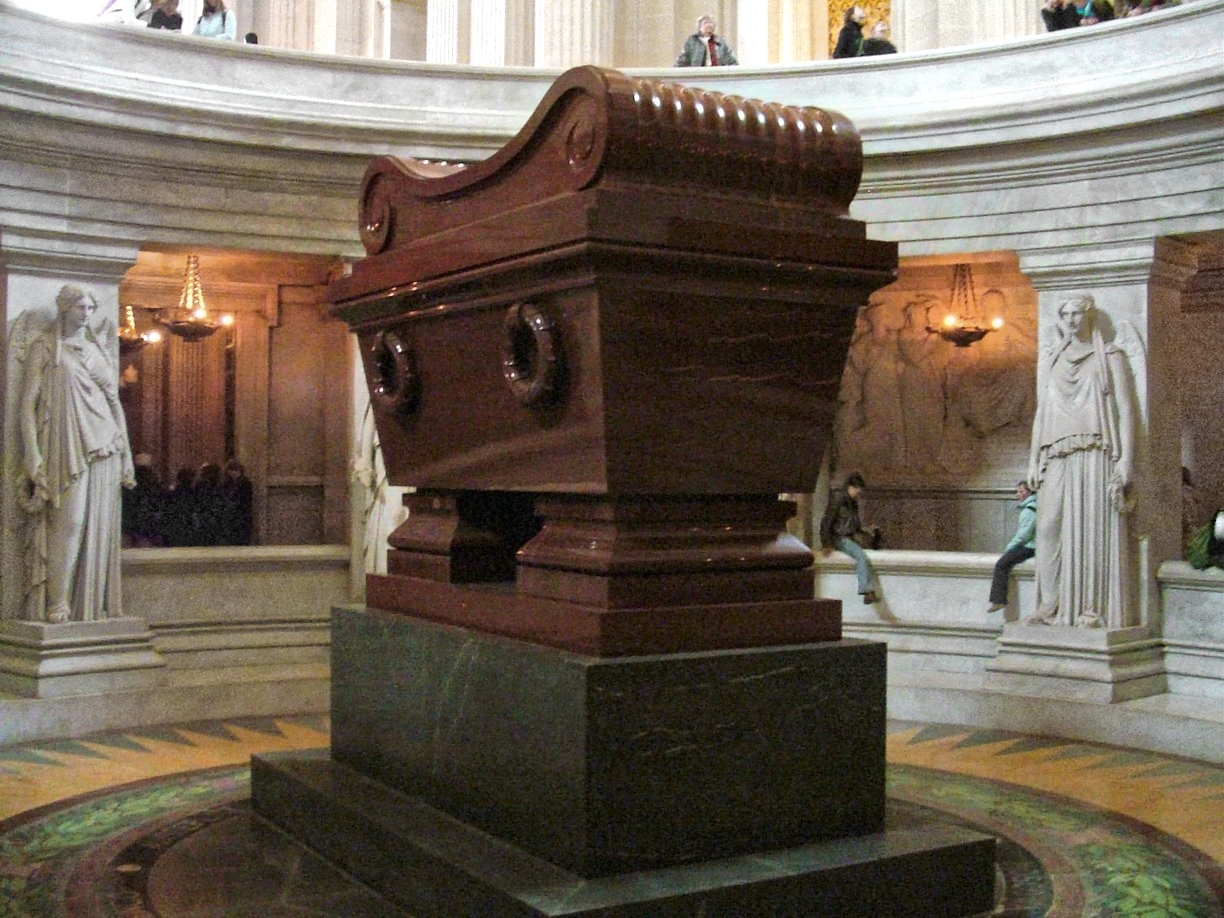
파리 엥발리드 박물관에 있는 나폴레옹의 무덤

나폴레옹은 특히 세인트헬레나섬의 총독인 허드슨으로부터 괴롭힘을 많이 당했다. 그는 무례하게도 자부심 강한 나폴레옹에게 보나파르트 장군이라고 부르며 썩은 포도주를 따라주는 등 나폴레옹을 철저하게 조롱했다. 또, 나폴레옹의 건강상태가 악화되어 가고 있었음에도 불구하고 주치의를 본국으로 귀국시켰다. 그의 상태는 날이 갈수록 나빠져 매일 고통스런 나날을 보내다가 결국 1821년 5월 5일, 오후 5시 49분에 세상을 떠났다. 공식적인 사인은 위암이라고 알려져 있다. 그의 유해는 1840년 5월에 영국의 동의를 얻어 프랑스에 반환되었으며, 현재 파리의 앵발리드에 안치되어 있다.
한편 나폴레옹이 독살되었다는 설이 있는데 이는 나폴레옹의 모발에서 비소 성분이 다량으로 검출되었기 때문이라고 한다.

## 평가
라이프치히 전투에서 나폴레옹은 패배했는데 만약 이 전투만 이겼더라면 나폴레옹은 전 유럽을 평정해서 통합 유럽 황제로 즉위했을 것이다. 실제로도 라이프치히는 유럽 전역(戰域)에서 가장 중요한 위치이며 여기를 나폴레옹이 점령할 경우 유럽 정복이 비교할 수 없을 만큼 쉬워지는 데다가 이 전투가 나폴레옹 평생 치른 전투 중 가장 많은 병력이 동원된 최대 규모의 전투였기 때문이다.
나폴레옹은 폭력적이고 이기적이었다고 알려져 있지만 그는 병사들에게 관대한 편이었고 몇 번이나 배신한 사람을 살려주었다. 또한 그가 정말로 상습적인 전쟁광이었다면 그가 먼저 시작한 전쟁 숫자가 두 배나 많지는 않았을 것이다. 그에 대한 명예 훼손 중 한 가지 사례를 예를 들자면,1815년 레뮈자는 회고록에서 나폴레옹을 ”관용이라고는 조금도 발휘할 줄 모르고“ , ”악마 같이 웃는 끔찍한 존재“로 그렸다. 남편이 부르봉 왕가 밑에서 주지사 직을 맡게끔 태세를 전환한 것이다. 또한 나폴레옹은 큰 전투 때마다 소중한 친구를(루이 드제 장군,장 란 원수,장 바티스트 베시에르 원수,제로 뒤로크 장군 등)잃었다. 그러나 나폴레옹은 좌절하지 않고 승리라는 목표를 위해 꿋꿋이 버텼다. 그리고 세인트헬레나에서 나폴레옹이 상수시궁을 방문했을 때 프리드리히 대왕의 검을 갖고 오지 않은 이유가 무엇이냐는 질문에 한 대답을 보라. ”내게도 검이 있으니까“.

## 결혼과 자녀
1793년에 코르시카를 떠나 마르세유에 정착하면서 그곳에 유복한 상인 집안인 클라리 가와 친해진다. 형 조제프는 1794년 8월에 클라리 가의 마리 줄리와 결혼하였고, 나폴레옹은 마리 줄리의 여동생 데지레 클라리와 연인 사이가 되어 95년 4월에 약혼식을 올렸다. 그러나 데지레와 파혼하고, 귀족의 미망인으로 바라스의 애인이기도 한 조제핀 드 보아르네와 1796년 3월 9일에 결혼한다. 황제에 즉위한 이후 항후 조제핀이 세습을 위한 2세를 낳지 못하자 1810년 1월 10일 나폴레옹은 14년 동안 함께 살아온 황후와 이혼하고, 오스트리아 황제 프란츠 1세의 딸, 마리 루이즈와 재혼하였다. 마리 루이즈(Marie Louise)는 이듬해인 1811년에 로마왕 나폴레옹 2세을 낳게 된다. 하지만 장인 프란츠 1세는 사위인 나폴레옹에게 호의적이지 않았고, 나폴레옹 역시 장인을 망국의 군주로 비루하게 여겼기 때문에, 훗날 프란츠 1세는 대프랑스 동맹에 적극적으로 참전하였다.
나폴레옹의 약혼녀였던 데지레는 1798년 8월 장 베르나도트와 결혼하였다. 이듬해 아들을 낳은 그녀는 나폴레옹에게 아이의 대부가 되어 줄것과 이름을 지어 달라고 청했다. 나폴레옹은 아이를 위해 '오스카'라는 이름을 지어주었다. 그녀의 남편인 장 베르나도트는 나폴레옹에 대해 비협조적이었기에 나폴레옹은 그와 매우 불편한 관계를 유지하였다. 장 베르나도트는 1810년에 스웨덴 왕국의 섭정이 되어 스웨덴을 통치하면서부터 점진적으로 반-나폴레옹 정책을 펼쳤고 끝내 나폴레옹의 몰락에 앞장서는 인물이 되었다.

## 나폴레옹의 키
나폴레옹 보나파르트는 키가 작은 것으로 알려져있으나 당시에는 평균 이상인 키였다. 그의 실제 키는 167~168cm로 당시 프랑스 20대 군인들의 평균 키인 164cm보다 컸다. 나폴레옹의 키가 작다고 와전된 이유는 다음과 같다.
- 미터법을 제정하기 전이므로 프랑스식 도량형과 영국식 도량형이 다른데도 영국 사람들이 나폴레옹의 프랑스식 도량형으로 잰 키를 자신들의 영국식 도량형으로 반영해서 수치가 적게 나왔다.
- 나폴레옹 1세의 조카인 나폴레옹 3세는 160cm가 채 안 될 정도로 키가 작았다[172]. 나폴레옹 1세와 나폴레옹 3세를 혼동해서 나폴레옹 1세인 나폴레옹 보나파르트의 키가 작은 것으로 와전되었다.

## 관련 게임
- Napoleon: Total War(2010, The Creative Assembly)
- Mount & Blade Warband : Napoleonic Wars DLC
- Vampire Romance
- Roblox: Blood and Iron,Guts and Blackpowder

## 같이 보기
- 적화통일